# Fanny Hensel

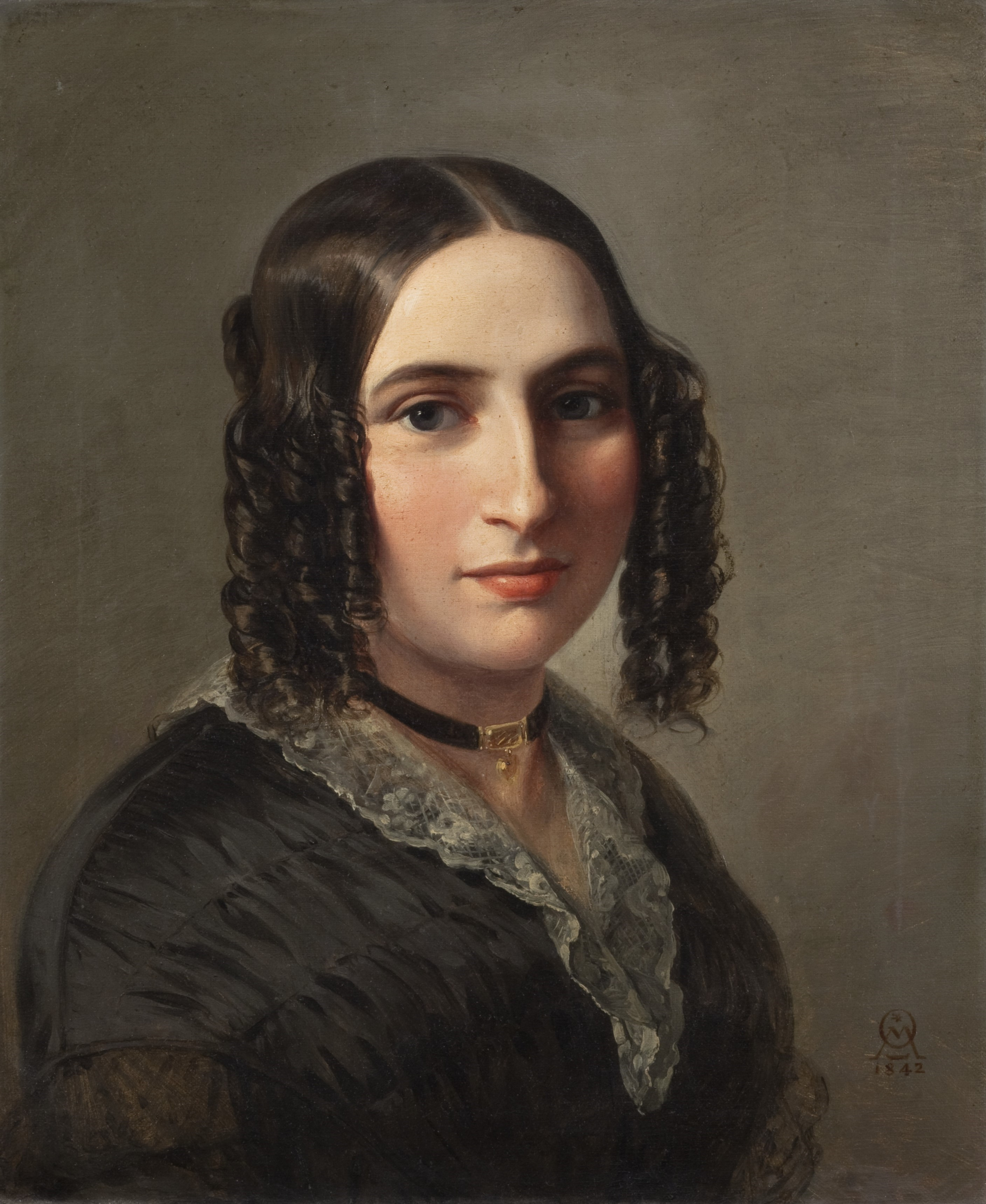
Fanny Hensel, Ölgemälde von Moritz Daniel Oppenheim aus dem Jahr 1842

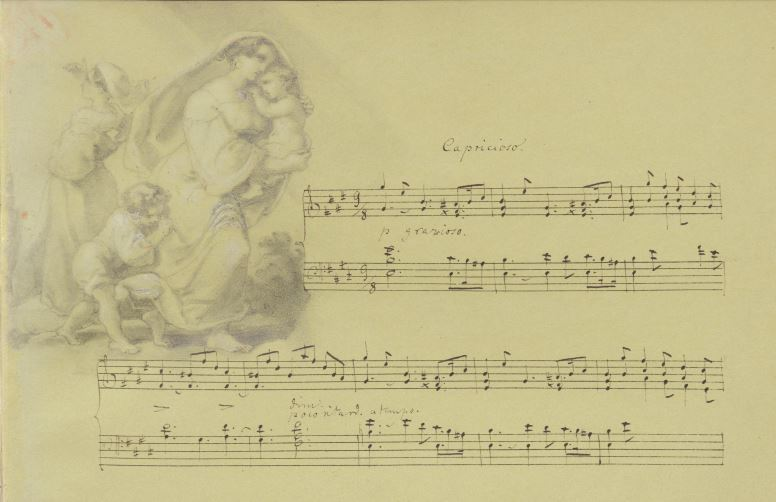
April aus dem Klavierzyklus Das Jahr, komponiert von Fanny Hensel (1841), Vignette von Wilhelm Hensel

Fanny Hensel (* 14. November 1805 in Hamburg als Fanny Zippora Mendelssohn, getauft Fanny Cäcilie Mendelssohn Bartholdy; † 14. Mai 1847 in Berlin) war eine deutsche Komponistin der Romantik sowie Pianistin, Dirigentin und Konzertorganisatorin.
Ihr kompositorisches Werk, von dem bisher nur ein kleiner Teil veröffentlicht ist, umfasst über 460 Werke und wurde – mit wenigen Ausnahmen – 1964 aus Familienbesitz der Stiftung Preußischer Kulturbesitz überreicht. Eine musikalische Karriere und Veröffentlichungen zu Lebzeiten waren ihr von der Familie weitgehend untersagt worden.
Dennoch entfaltete sie ein vielfältiges musikalisches Schaffen: In ihren Sonntagsmusiken in Berlin schuf sie einen halböffentlichen Raum, in dem ihre eigenen Werke erklangen, in dem sie auch solistisch auftrat oder größere Werke dirigierte. Ihre lebenslange und früh einsetzende kompositorische Tätigkeit brachte eine Fülle an Liedern, Klavierstücken, kammermusikalischen Werken, geistlichen Kantaten sowie weitere Werke mit Orchester hervor. Viele ihrer Kompositionen entstanden im Austausch mit ihrem Bruder Felix Mendelssohn Bartholdy.
Fanny Hensels kompositorisches Œuvre wird erst seit den 1980er Jahren erforscht; ihr 150. Todestag 1997 sowie ihr 200. Geburtstag 2005 waren Anlass für zahlreiche wissenschaftliche und populärwissenschaftliche Publikationen und Veranstaltungen sowie CD-Einspielungen.

## Leben

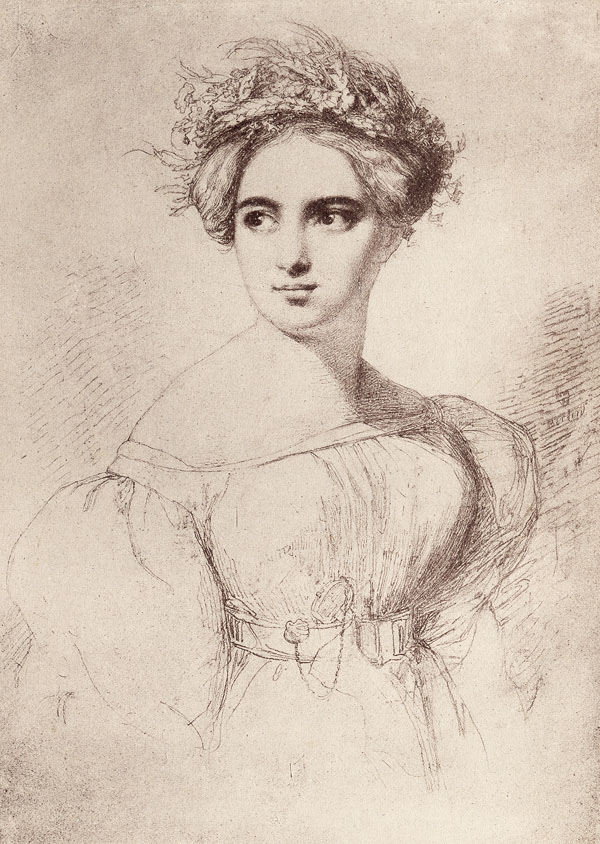
Fanny Mendelssohn Bartholdy im Jahr ihrer Eheschließung (1829), idealisierende Porträt-Zeichnung ihres Verlobten Wilhelm Hensel

### Familie
Fanny Mendelssohn wurde am 14. November 1805 als Tochter von Abraham Mendelssohn (1776–1835) und seiner Ehefrau Lea geb. Salomon (1777–1842) in Hamburg geboren. Sie war die ältere Schwester des Komponisten Felix Mendelssohn Bartholdy (1809–1847), der Sängerin Rebecka Dirichlet (1811–1858) und von Paul Mendelssohn-Bartholdy (1812–1874). Väterlicherseits war sie Enkelin des berühmten jüdischen Philosophen Moses Mendelssohn. Mütterlicherseits entstammte sie einer Musikerfamilie. Ihre Mutter Lea Mendelssohn war die Enkelin des Unternehmers Daniel Itzig. Die Frauen der Familie Itzig konzertierten als Pianistinnen, waren Mitglieder der Sing-Akademie zu Berlin und mit Ludwig van Beethoven bekannt. So erhielt Fannys Großmutter Bella Salomon, geb. Itzig, Klavierunterricht durch den Bach-Schüler Johann Philipp Kirnberger und gab dieses Wissen an ihre Tochter Lea weiter. Die Großtante Sara Levy, geb. Itzig, war Lieblingsschülerin Wilhelm Friedemann Bachs und trat als Cembalistin in den Konzerten der Sing-Akademie auf. Sie besaß eine sehr umfangreiche Notensammlung und veranstaltete in Berlin um 1800 musikalische Salons.
Die ersten Jahre ihrer Kindheit verbrachte Fanny in ihrer Geburtsstadt Hamburg. Im Jahr 1811 zog die Familie nach Berlin zurück, um den Repressionen der französischen Besatzung unter Marschall Louis-Nicolas Davout zu entgehen. Die jüdische Familie Mendelssohn ließ ihre Kinder am 21. März 1816 von Johann Jakob Stägemann, einem der lutherischen Prediger der Berliner Jerusalem- und Neuen Kirchengemeinde, in einer Haustaufe evangelisch-lutherisch taufen. Dabei wurde Fannys zweiter Vorname Zippora in Cäcilie geändert und ihrem Familiennamen wurde der Zusatz Bartholdy beigefügt, den die Eltern später ebenfalls annahmen. Am 23. Februar 1823 erhielt die Familie die offizielle behördliche Genehmigung, ihrem Nachnamen Mendelssohn den Namen Bartholdy anzufügen.

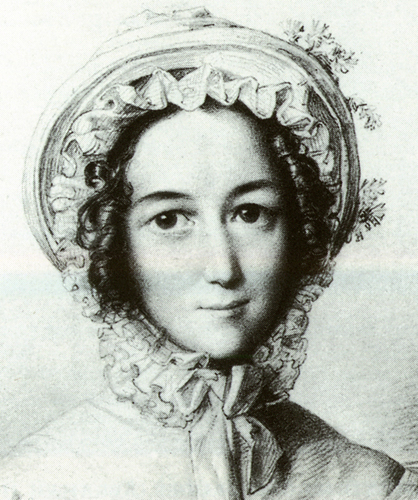
Mutter Lea Mendelssohn Bartholdy (Ausschnitt aus einer Zeichnung von Wilhelm Hensel 1823)
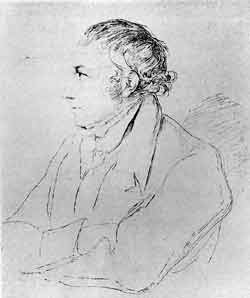
Vater Abraham Mendelssohn (Zeichnung von Wilhelm Hensel)
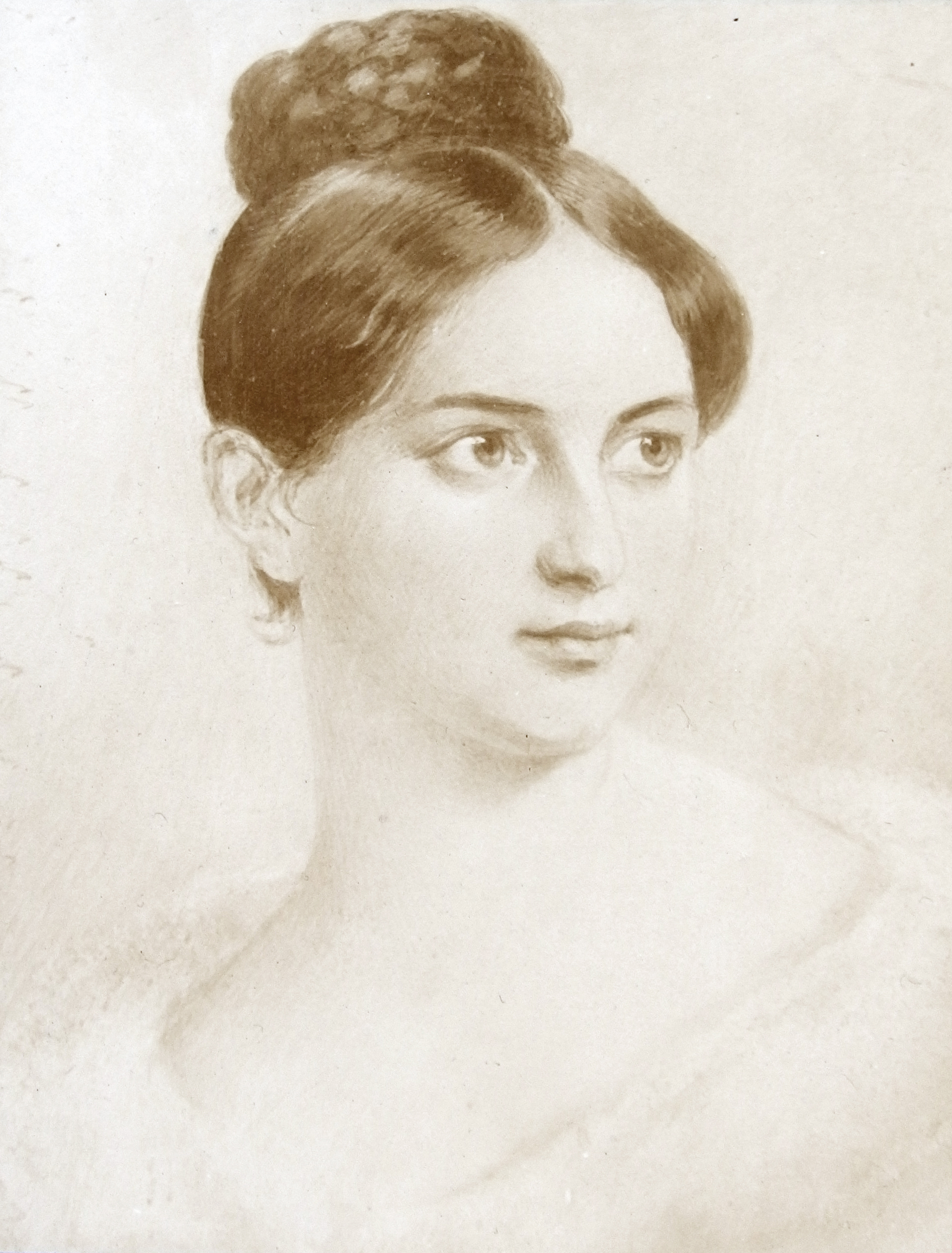
Schwester Rebecka Dirichlet (Foto einer Miniaturmalerei von August Grahl, um 1832)
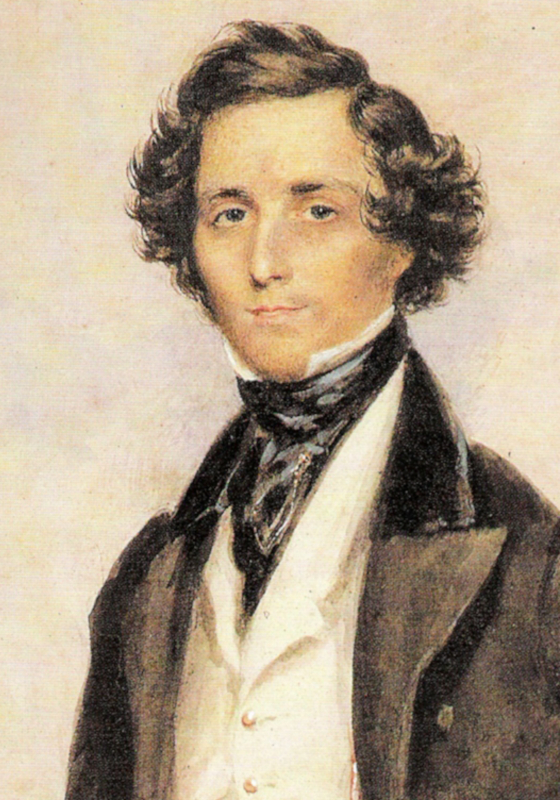
Bruder Felix Mendelssohn Bartholdy, zu dem Fanny zeitlebens ein inniges Verhältnis hatte. (Ausschnitt aus einem Aquarell von James Warren Childe 1829)
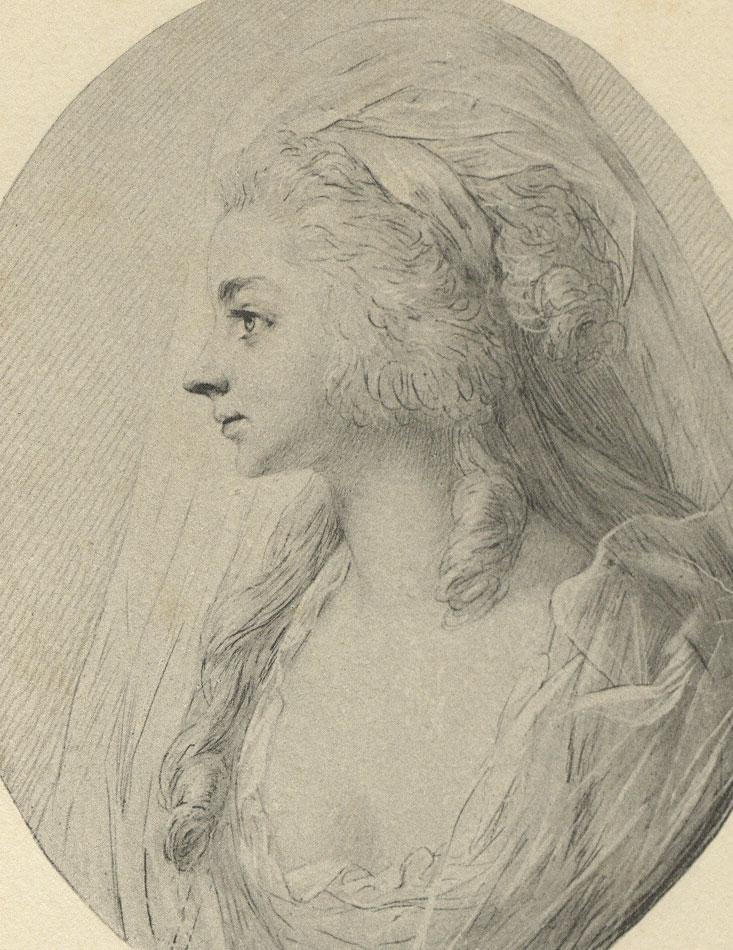
Die Großtante Sara Levy (Silberstiftzeichnung von Anton Graff 1785/86)

### Musikalischer Werdegang
Fanny erhielt ihren ersten Klavierunterricht von ihrer Mutter Lea Mendelssohn, die in der Berliner Bach-Tradition ausgebildet worden war, und vermutlich auch von Franz Lauska (1813). Im Jahr 1818 konnte sie mit 13 Jahren dem Vater zum Geburtstag bereits alle 24 Präludien aus dem Wohltemperierten Klavier Johann Sebastian Bachs auswendig vortragen. Daneben erhielten Fanny und Felix ab 1819 Theorie- und Kompositionsunterricht bei Carl Friedrich Zelter, der ihnen insbesondere die Musik Beethovens sowie die kontrapunktische Kunst Johann Sebastian Bachs vermittelte. Lea Mendelssohn führte außerdem die Tradition ihrer eigenen Mutter Bella Salomon weiter und inszenierte mit ihren Kindern für Geburtstags- und Familienfeiern kleine Musik- und Theaterstücke, stellte „lebende Bilder“ oder ließ Gedichte vortragen. Angeleitet von Fanny führten die Geschwister auch in eigener Regie ihre eigenen Kompositionen bzw. einstudierte Werke für ihre Eltern auf. Die ersten bekannten Kompositionen der Geschwister waren zwei Liedvertonungen, die sie ihrem Vater zum Geburtstag am 10. Dezember 1819 schenkten. 1820 begannen beide Geschwister ihre Kompositionsalben.

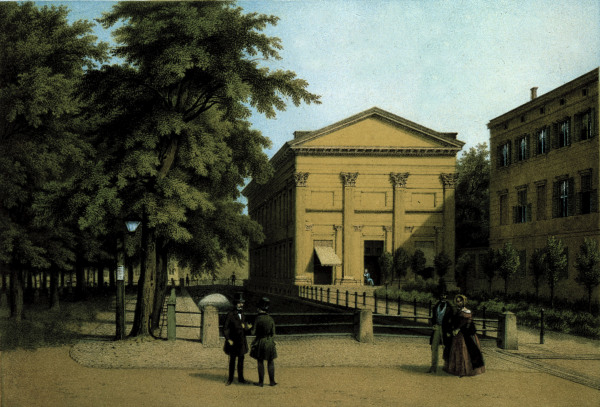
Sing-Akademie Berlin, Ludwig Eduard Lütke, vor 1850

Während eines Aufenthaltes der Familie in Paris studierten die Geschwister eine kurze Zeit bei der Pianistin und Beethoven-Schülerin Marie Bigot de Morogues und anschließend, wieder in Berlin, von 1816 bis 1821 bei Ludwig Berger. Am 1. Oktober 1820 traten beide zusammen mit ihrer Schwester Rebecka in die von Carl Friedrich Zelter geleitete Sing-Akademie zu Berlin ein. Ende des Jahres 1824 erhielten sie einige Wochen Klavierunterricht bei dem Virtuosen Ignaz Moscheles anlässlich dessen Berlinbesuchs.
Anders als ihrem Bruder Felix gestattete es der Vater der kompositorisch und pianistisch ebenfalls hochbegabten Tochter nicht, ihr Talent zu ihrem Beruf zu machen. In einem Brief vom 16. Juli 1820 schrieb Abraham Mendelssohn seiner 15-jährigen Tochter:

„Die Musik wird für ihn [Felix] vielleicht Beruf, während sie für dich stets nur Zierde, immer Bildungsmittel, Grundbaß Deines Seins und Tuns werden kann und soll. Ihm ist daher Ehrgeiz, Begierde, sich geltend zu machen in einer Angelegenheit, die ihm wichtig vorkommt, weil er sich dazu berufen fühlt, eher nachzusehen, während es dich vielleicht nicht weniger ehrt, dass du von jeher dich in diesen Fällen gutmütig und vernünftig bezeugt und durch deine Freude an dem Beifall, den er sich erworben, bewiesen hast, dass du ihn dir an seiner Stelle auch würdest verdienen können. Beharre in dieser Gesinnung und diesem Betragen. Sie sind weiblich, und nur das Weibliche ziert und belohnt die Frauen.“

Ihr Lehrer Zelter schrieb an Goethe am 18. Februar 1831 über ihre Fähigkeiten als Pianistin ganz dem damaligen Zeitgeist entsprechend, sie spiele „wie ein Mann“, was damals das höchste Lob für eine Frau war. Als Fanny Hensel sich später um die Veröffentlichung ihrer Kompositionen Gedanken machte, sprachen sich Vater und Bruder gegen eine Drucklegung aus. Diese Haltung beruhte auf der Einstellung der bürgerlich-akademischen Kreise, dass es für eine Frau von ihrem Stand nicht schicklich sei, Geld zu verdienen. Konzertiert werden durfte zwar, jedoch nicht in der Öffentlichkeit und nicht für Geld. Wie wichtig Fanny Hensel aber eine Öffentlichkeit für die eigene Kompositionstätigkeit war, legt folgendes Zitat nahe, das sie im März 1838 an ihren Bruder schrieb:

„Lieber Felix, komponiert habe ich in diesem Winter rein gar nichts, musiziert freilich desto mehr, aber wie einem zu Mut ist, der ein Lied machen will, weiß ich gar nicht mehr. […] Was ist übrigens daran gelegen? Kräht ja doch kein Hahn danach und tanzt niemand nach meiner Pfeife.“

Zwar stand Felix Mendelssohn Bartholdy einer Drucklegung ihrer Werke skeptisch gegenüber und verwies seine Schwester auf die für diese Zeit im Bürgertum übliche Rolle der Hausfrau und Mutter. Auch betonte er, dass zu einer Autorschaft „eine Reihe von Werken“ gehöre und nicht vereinzelte veröffentlichte Kompositionen. Jedoch geht aus seinem Brief an die Mutter Lea Mendelssohn vom 24. Juni 1837 auch hervor, dass er seine Schwester im Falle einer Veröffentlichung unterstützen würde und dass Lea Mendelssohn ihre Tochter in diesem Schritt offenbar ermutigen wollte. Unter anderem heißt es in diesem Brief: „Wenn sich Fanny aus eignem Antriebe oder [Wilhelm] Hensel zu Gefallen dazu entschließt, bin ich, wie gesagt, bereit ihr behülflich zu sein, soviel ich nur vermag, aber ermuntern zu etwas daß ich für nicht recht halte, das kann ich nicht.“
Auch wenn Fanny Hensels Ausbildung durch ihre Familie und Lehrer nicht auf eine professionelle Karriere in der Öffentlichkeit abzielte, so entfaltete sie doch eine lebenslange, überaus produktive Kompositionstätigkeit. Die halböffentlichen Sonntagsmusiken ermöglichten ihr einen Wirkungskreis, in dem sie als Musikerin vielfältig tätig werden konnte. Hier dirigierte sie größere Werke und führte ihre eigenen Kompositionen auf.

### Sonntagsmusiken

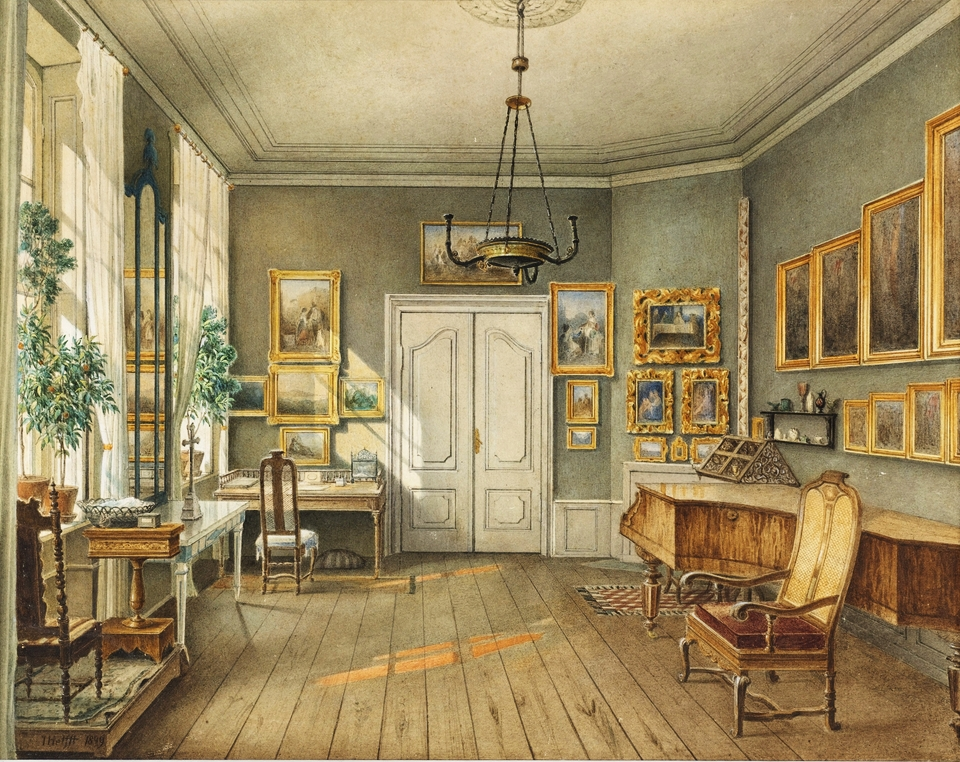
Fanny Hensels Musikzimmer, Leipziger Straße 3, Berlin, Deckfarbenbild von Julius Helfft, 1849

Im Jahr 1821 rief Abraham Mendelssohn die sogenannten Sonntagsmusiken ins Leben, um die musikalische Begabung seiner Kinder durch Übung im Vorspiel vor Publikum und mit anderen Musikern zu fördern. Vor 1825 fanden die musikalischen Gesellschaften in der Wohnung der Familie in der Neuen Promenade 7 am Hackeschen Markt statt. Im Gartensaal ihres Anwesens in der Leipziger Straße 3 in Berlin, das die Familie 1825 erwarb, wurden in einem halböffentlichen Rahmen Werke von Bach, Gluck, Beethoven oder zeitgenössischen Komponisten sowie der Mendelssohn-Geschwister selbst aufgeführt. Die Anzahl der Gäste betrug hierbei gelegentlich bis zu 300 Personen. Das Haus bestand aus einem Vorderhaus (in dem auch gelegentlich musikalische Aufführungen stattfanden), zwei Seitenflügeln und dem einstöckigen Quer- bzw. Gartenhaus, in dem sich mittig gelegen der Saal befand, den man auch zum Garten hin öffnen konnte. Nach dem Weggang Felix Mendelssohn Bartholdys nach Hamburg 1829 wurden die Sonntagsmusiken eingestellt, was dafür spricht, dass sie vornehmlich Felix als Ausbildung und Übung dienen sollten. Zudem heiratete Fanny Hensel 1829.

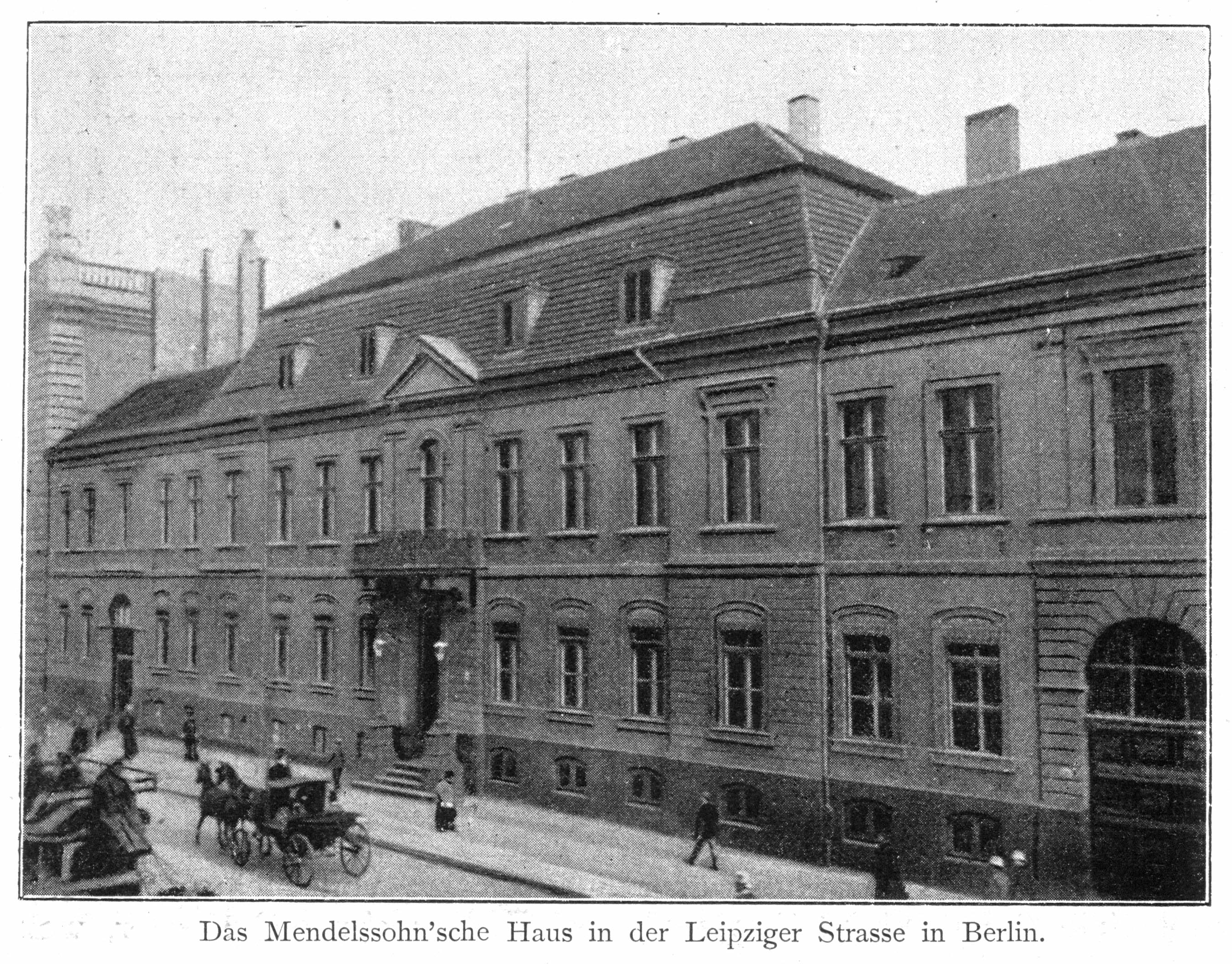
Mendelssohn Wohnhaus in Berlin, Leipziger Straße 3, aus: Adolph Kohut: Berühmte israelitische Männer und Frauen, Vol. 1, Leipzig 1900.

Mit ihrem Ehemann Wilhelm Hensel bezog sie die Gartenwohnung in dem Anwesen der Leipziger Straße 3 und initiierte 1831 einen Neubeginn der Sonntagsmusiken. Sie übernahm fortan die alleinige Programmgestaltung, Einstudierung sowie Chor- bzw. Orchesterleitung und führte als Solistin, Dirigentin oder Kammermusikerin ihre eigenen Kompositionen sowie die ihres Bruders auf. Auch größere Werke wie z. B. Christoph Willibald Glucks Oper Orfeo ed Euridice oder das Oratorium Paulus von Felix Mendelssohn kamen zur Aufführung, letzteres vor über 300 Gästen. Ihre 1832 komponierte Ouvertüre in C-Dur führte sie 1834 in den Sonntagsmusiken mit Musikern des Königstädtischen Theaters auf. Wie sie ihrem Bruder Felix in einem Brief berichtete, griff sie bei dieser Aufführung zum ersten Mal zum Taktstock. Von 1831 bis 1847 setzte Fanny Hensel neben Werken Beethovens und ihres Bruders am häufigsten Kompositionen von Bach, Mozart, Haydn, Weber und später auch von Chopin, Gade oder Spohr auf ihre Programme. Im Gegensatz zur zu der Zeit verbreiteten Virtuosenmusik waren diese Werke nur selten öffentlich in Berlin zu hören. Mit ihren innovativen und ästhetisch anspruchsvollen Programmen schuf Fanny Hensel einen „nichtkommerziellen Gegenraum“ zum öffentlichen Konzertleben. Sie hatte bereits 1825 in ihrem skizzierten Vorschlag zur Errichtung eines Dilettantenvereins, der u. a. die Sing-Akademie formal als Vorbild hatte, die „Geschmacklosigkeit“ der in Berlin aufgeführten Instrumentalmusik und den Mangel an qualitätsvollen und öffentlich zugänglichen Instrumentalvereinigungen beklagt. Das Projekt des Dilettantenvereins verwirklichte sich zwar nicht in dieser Form, beeinflusste aber die von dem Geiger Eduard Rietz 1826 gegründete philharmonische Gesellschaft. Darüber hinaus gründete Fanny Hensel im Zusammenhang mit den Sonntagsmusiken auch einen eigenen kleinen Chor.
Mitwirkende waren über die Jahre verschiedenste Musiker, so zum Beispiel Mitglieder des Königstädtischen Orchesters und der Königlichen Kapelle, Sänger der Berliner Bühnen, durchreisende oder gastierende Künstler oder Dilettanten (also Musiker, die auf hohem Niveau spielten, jedoch nicht öffentlich bzw. professionell als Berufsmusiker auftraten). Unter den Gästen befanden sich in den 1830er und 1840er Jahren u. a. Robert und Clara Schumann, Franz Liszt, der Geiger Joseph Joachim, die Sängerin Henriette Sontag und die Komponistin Johanna Kinkel. Letztere nahm in den 1830er Jahren mehrmals sowohl als Zuhörerin als auch aktive Teilnehmerin an den Sonntagsmusiken teil. Sie beschrieb Fanny Hensels musikalische Persönlichkeit und die Bedeutung ihrer musikalischen Gesellschaften in Berlin folgendermaßen:

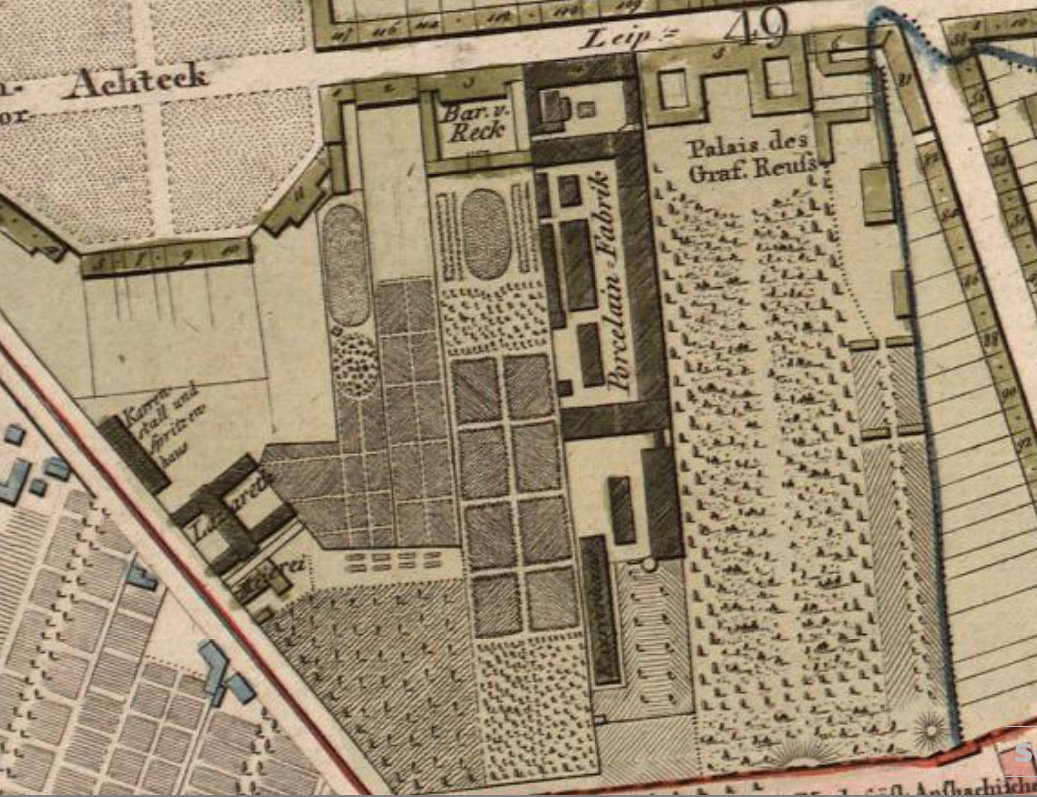
Kartenausschnitt, Grundriss von Berlin, Selter 1811. Zu sehen ist das Palais in der Leipziger Straße 3 (hier mit „Bar. v. Reck“ bezeichnet) und der große Garten.

„Fast alle berühmten Künstler, die Berlin besuchten, erschienen Sonntags einmal mitwirkend oder zuhörend bei Frau Hensel. Auch die Elite der Berliner Gesellschaft suchte dort Zutritt, und die grossen Räume des Hauses waren meist überfüllt. Mehr als die grössten Virtuosen und die schönsten Stimmen, die ich dort hörte, galt mir der Vortrag Fanny Hensels, und ganz besonders die Art, wie sie dirigierte. Es war ein Aufnehmen des Geistes der Komposition bis zur innersten Faser und das gewaltigste Ausströmen desselben in die Seelen der Sänger und Zuhörer. Ein Sforzando ihres kleinen Fingers fuhr uns wie ein elektrischer Schlag durch die Seele und riss uns ganz anders fort, als das hölzerne Klopfen eines Taktstocks auf dem Notenpulte es tun kann. […]“

Nicht nur in dem Gartensaal, sondern auch in dem großen Garten des Anwesens wurde zusammen musiziert, wobei die Grenze zwischen Aufführenden und Zuhörenden überschritten wurde. Fanny Hensels vierstimmige Gartenlieder op. 3, aber auch Felix Mendelssohn Bartholdys vierstimmige Chorlieder Im Freien zu singen op. 59 sind in diesem Kontext zu sehen.

### Pianistin und Komponistin
Wie ihr Bruder erhielt Fanny Hensel Unterricht von berühmten Klavierlehrern: Marie Bigot de Morogues, Ludwig Berger und Ignaz Moscheles. Als Pianistin trat sie jedoch selten außerhalb der Sonntagsmusiken auf. Zu ihren wenigen öffentlichen Auftritten gehört die Aufführung des von ihrem Bruder komponierten Klavierkonzertes Nr. 1 g-Moll op. 25 (MWV O 7, 1831) am 19. Februar 1838 im Königlichen Schauspielhaus in Berlin. Ihre pianistische Virtuosität zeigt sich u. a. in ihren Klavierstücken und ihrem Klaviertrio op. 11 in d-Moll. Während ihrer Italienreise 1839/40 hatte sie u. a. künstlerischen Austausch mit dem jungen französischen Komponisten Charles Gounod, den sie mit einem auswendigen Vortrag von Werken Beethovens und Bachs beeindruckte und ihm damit Beispiele deutscher Kompositionskunst nahebrachte. Gounod besuchte sie im Mai 1843 in Berlin und schrieb später in seinen Erinnerungen: „Madame Hensel war eine außergewöhnliche Musikerin, bemerkenswerte Pianistin, eine Frau spritzigen Geistes, klein, aber voller Energie, die sich in ihren tiefen Augen und ihrem Blick, der voller Feuer war, erahnen ließ. Sie war begabt mit seltenen Fähigkeiten als Komponistin.“

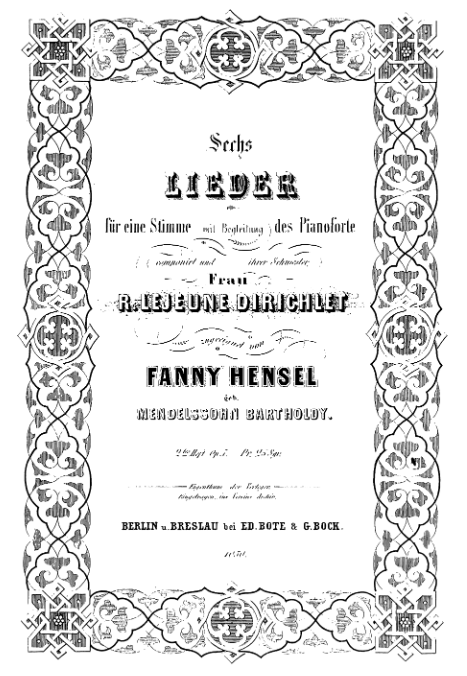
Fanny Hensel op. 7, Titelblatt, Bote & Bock Berlin 1848

 Neben Liedern und Klavierstücken wandte sich Fanny Hensel ab den 1820er Jahren auch der Kammermusik zu. Es entstanden u. a. das Klavierquartett As-Dur (1822) und die ihrem Bruder gewidmete Klaviersonate c-Moll (1824). In den 1830er Jahren komponierte sie einige Kantaten (zu familiären festlichen Anlässen) sowie größere Orchesterwerke, darunter die dramatische Szene Hero und Leander (1832), die in den Sonntagsmusiken aufgeführt wurde. Beflügelt von ihrer 1839/40 unternommenen Italienreise komponierte Fanny Hensel größere Werke wie den Klavierzyklus Das Jahr (1841), die Klaviersonate g-Moll (1843), die Szene aus Faust II (1843) und das Klaviertrio d-Moll (1847).
Kurz vor Lebensende, im Alter von 40 Jahren, fasste sie mit Hilfe eines Freundes, des jungen Robert von Keudell, den Entschluss, einige Werke ohne Erlaubnis ihres Bruders zu veröffentlichen (op. 1–7). Während ihr Bruder einer Veröffentlichung stets ablehnend gegenüberstand, ermutigte Wilhelm Hensel sie zur Veröffentlichung. Ihre Unentschlossenheit und ihre Abhängigkeit vom Urteil ihres Bruders überwand sie schließlich und kündigte Felix in einem Brief am 9. Juli 1846 die Publikation ihrer Werke an. Diese waren zum großen Teil Klavierwerke, Lieder für das Pianoforte, ein Klaviergenre, das lange Zeit ausschließlich im Zusammenhang mit den Liedern ohne Worte ihres Bruders Felix Mendelssohn Bartholdy betrachtet wurde. Fanny Hensel prägte den Ausspruch „mit den Fingern zu singen“. Neben ihren rund 250 Liedern mit Klavierbegleitung komponierte sie zahlreiche Klavierwerke. In ihrem 1847 komponierten Klaviertrio d-Moll op. 11 ist der dritte Satz, dem gewöhnlich ein Scherzo folgt, mit „Lied“ überschrieben.

### Ehe mit Wilhelm Hensel

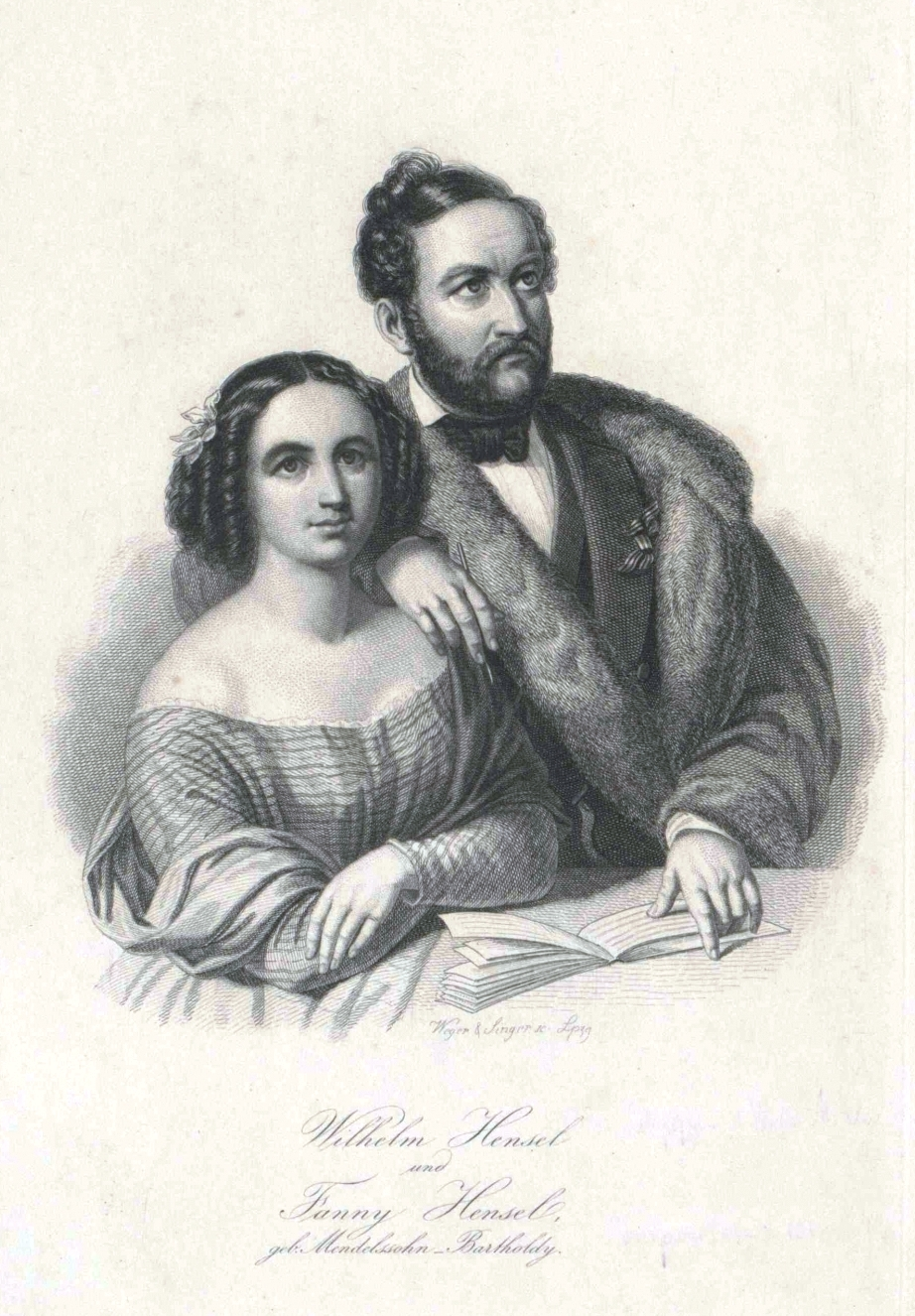
Fanny und Wilhelm Hensel

1822 lernte die 17-jährige Fanny Mendelssohn ihren zukünftigen Ehemann Wilhelm Hensel kennen, als sie zusammen mit ihrer Mutter sein Atelier anlässlich einer Ausstellung besuchte. Er war ein angesehener Hofmaler an der Akademie der Künste zu Berlin. Ihre Familie verbot aber u. a. aufgrund von Fannys jungem Alter eine Verlobung sowie jeglichen Kontakt vor dem mehrjährigen Studienaufenthalt Wilhelm Hensels in Italien (1823 bis 1828). Nicht einmal Briefwechsel waren gestattet. Um während des Studienaufenthalts dennoch weiterhin zu kommunizieren, verschickte Wilhelm Hensel Zeichnungen nach Berlin und Fanny Hensel vertonte Gedichte seines Freundes Wilhelm Müller. Erst 1828 erlaubten die Eltern eine förmliche Verlobung. 1828 kehrte Wilhelm Hensel nach einer langen Trennungszeit zurück, hatte aber Schwierigkeiten, Zugang zum Freundeskreis zu finden, der sich um Fanny Hensel gebildet hatte. Das Paar verlobte sich schließlich am 22. Januar 1829.

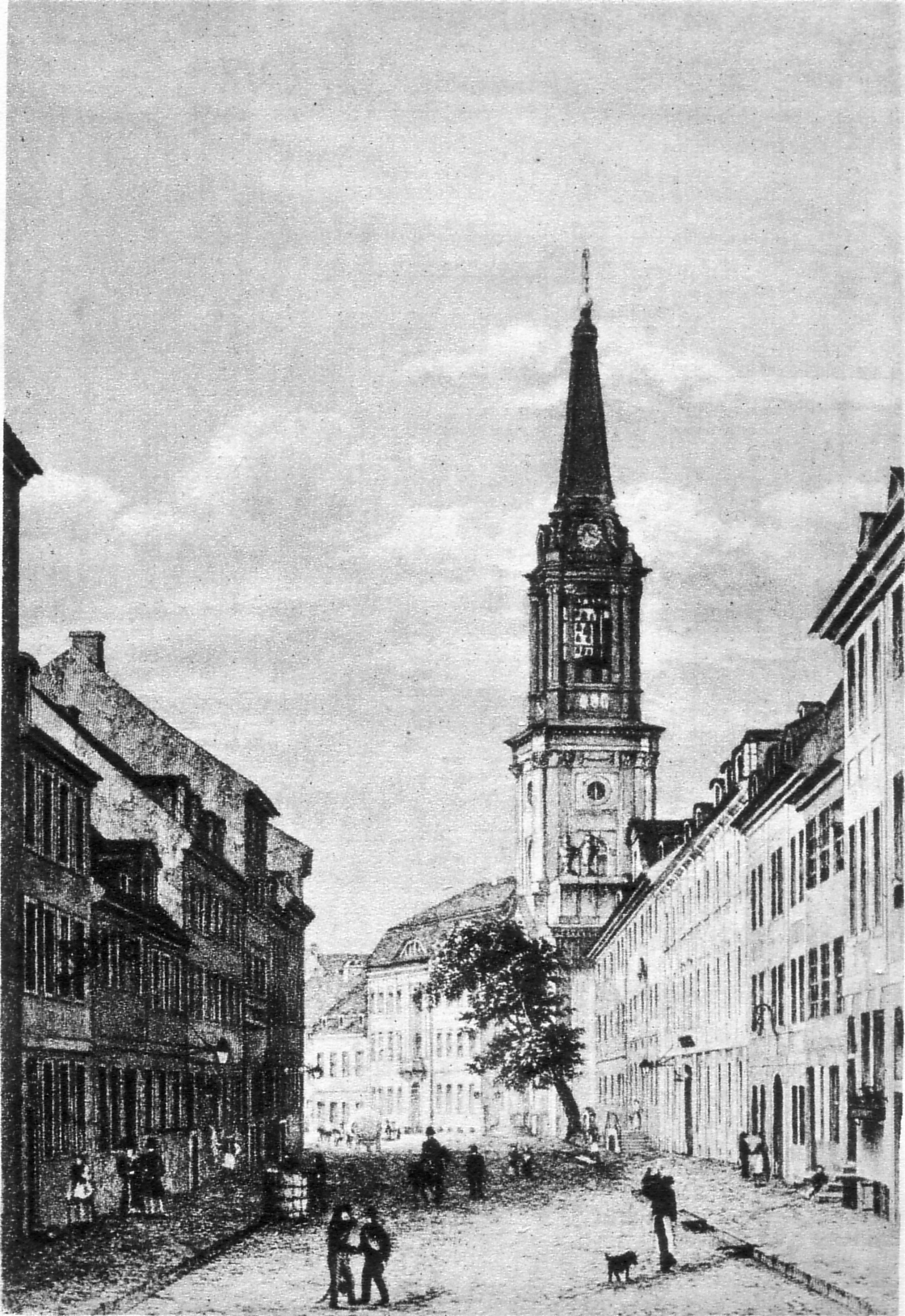
Parochialkirche (1814)

Fanny und Wilhelm Hensel wurden am 3. Oktober 1829 in der Parochialkirche (Berlin) getraut. Für ihre Trauung komponierte Fanny Hensel das Präludium für Orgel zum 3. Oktober 1829 F-Dur. Nach der Hochzeit bewohnte das Paar den Gartentrakt des Hauses der Familie Mendelssohn in der Leipziger Straße 3, der auch ein Atelier für Wilhelm Hensel enthielt. Ihr einziger Sohn, Sebastian Ludwig Felix Hensel (1830–1898), wurde am 16. Juni 1830 geboren. Seine Vornamen wählten die Eltern in Verehrung Johann Sebastian Bachs, Ludwig van Beethovens und Felix Mendelssohn Bartholdys.
Während ihrer Brautzeit bangte Fanny Hensel um ihre Musikausübung und darum, mit ihrer „Mädchenzeit“ auch ihre Kunst zu verlieren. Ihre Briefe handelten immer wieder davon, ob und wie sie ihre Musik auch in ihrer Brautzeit und Ehe ausleben könne. Dies gelang ihr aber unter anderem durch die Unterstützung und Förderung durch ihren Ehemann sowie dadurch, dass er die künstlerische Zusammenarbeit mit seiner Frau suchte. Aber auch die räumliche Situation war hierbei förderlich. Es war ihnen möglich, auf kleinem Raum Arbeits- und Familienleben eng miteinander zu verbinden, was auch zu verschiedenen Kooperationen führte. So vertonte sie in ihrem ersten Ehejahr hauptsächlich Gedichte ihres Mannes. In ihrem zweiten Ehejahr konzentrierte sie sich auf das Komponieren von Kantaten anlässlich von Familienfesten. 1831/32 entstand die Dramatische Szene Hero und Leander nach der Ballade von Friedrich Schiller, zu der Wilhelm Hensel den Text schrieb. Ein weiteres Beispiel für die künstlerische Zusammenarbeit ist der von Fanny Hensel komponierte Klavierzyklus Das Jahr, für den Wilhelm Hensel in der Notenhandschrift Zeichnungen anfertigte.

### Italienreise 1839/40

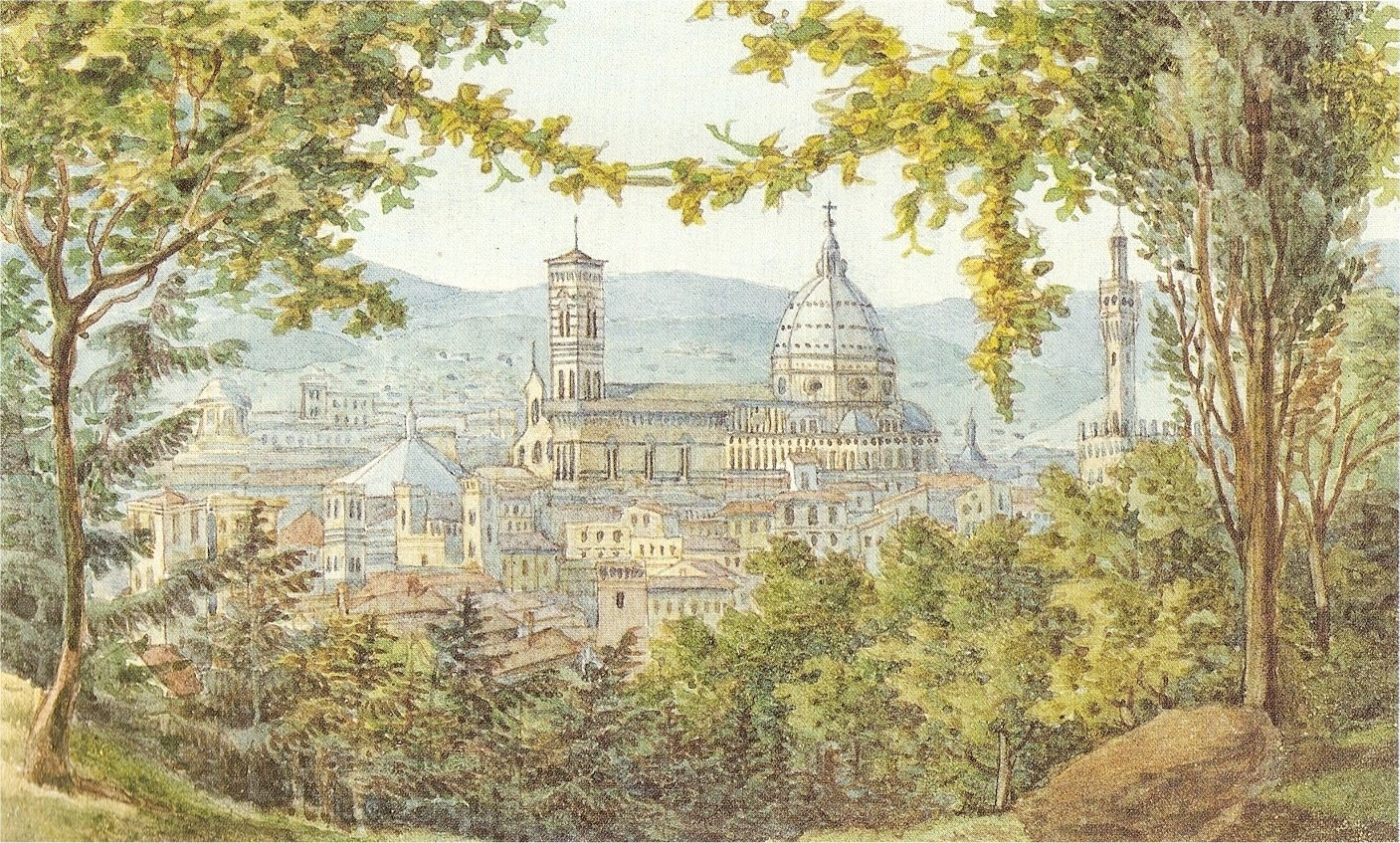
Blick auf Florenz, Aquarell von Felix Mendelssohn Bartholdy 1830

Italien, „das Land der antiken Kunst, der Renaissance und des warmen Lichts“, war im 19. Jahrhundert bei Künstlern und in bürgerlichen Schichten ein beliebtes Reiseziel. Goethes Reisebericht dürfte in der Familie Mendelssohn gelesen worden sein. Und auch durch die Briefkorrespondenz mit dem Onkel Jakob Bartholdy, der seit 1815 als Konsul in Rom lebte, sowie durch die Briefe von Henriette Herz und Dorothea Veit-Schlegel, die 1817 bzw. 1818 das Land besuchten, war Italien als Sehnsuchtsort bei Fanny Hensel schon in jungen Jahren präsent. Als sie 1822 als Sechzehnjährige mit ihrer Familie eine Reise in die Schweiz unternahm, schrieb sie: „Die Idee des Landes, welches hinter jenen Gebirgen beginnt, die fühlbare Nähe Italiens, der kleine Umstand, daß die Landleute alle in Italien waren, Italienisch reden und den Wanderer mit den süßen Lauten der lieblichen Sprache begrüßen, rührte mich unendlich. Wäre ich an diesem Tage ein junger Bursch von 16 Jahren gewesen, bei Gott! Ich hätte zu kämpfen gehabt, um keinen dummen Streich zu begehen.“ Auf der Reise komponierte sie am 7. August 1822 das Lied Sehnsucht nach Italien. Doch ihr Wunsch, das Land kennenzulernen, erfüllte sich erst viel später. Während Wilhelm Hensel 1823 zu seinem mehrjährigen Studienaufenthalt nach Italien aufbrach und 1830 ihr Bruder Felix eine Bildungsreise über Weimar, München und Wien nach Italien unternahm, blieb Fannys Wirkungskreis in Berlin. Dennoch nahm sie durch den Briefwechsel mit ihrem Bruder lebhaften Anteil an seinen Erfahrungen und Eindrücken.

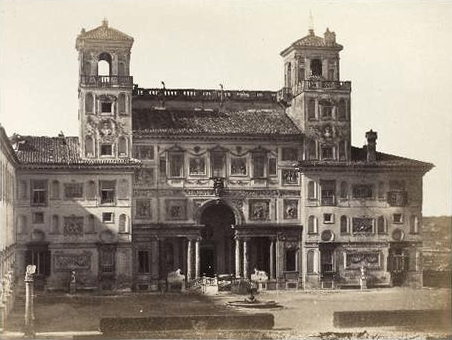
Villa Medici Rom (Gartenseite), Foto um 1858

Erst 1839 erfüllte sich ihr lang gehegter Wunsch: Zusammen mit ihrem Ehemann Wilhelm Hensel und ihrem neunjährigen Sohn Sebastian reiste sie für fast ein Jahr durch Italien, auch ihre Köchin Jette begleitete die Familie. Die erste Station war im Oktober Venedig, das sie in einem Brief an ihre Familie in Berlin als „Wunderstadt“ bezeichnete: „Ich erinnere mich in meinem Leben nicht leicht, in 24 Stunden soviel Erstaunen, Bewunderung, Rührung, Freude empfunden zu haben als in diesem wunderbaren Venedig! Seit wir hier sind, hab’ ich fast noch keine trocknen Augen gehabt – völlig bezaubernd ist der Anblick dieser Wunderstadt.“ Es folgten weitere Stationen auf der Reise: u. a. Mailand, Neapel und Rom, wo sie am längsten verweilten (November 1839 bis Anfang Juni 1840). Rom kann als das Hauptziel der Italienreise angesehen werden: Hier hatte Wilhelm Hensel durch seinen früheren Studienaufenthalt bereits Kontakte zu Künstlerkreisen, in die nun auch Fanny Hensel eingeführt wurde. Es entwickelte sich ein reger Austausch mit Komponisten und Künstlern im Umfeld der Académie de France der Villa Medici. Fanny Hensel spielte in privaten Kreisen vor und genoss die ihr entgegengebrachte Anerkennung als Künstlerin, sowohl als Pianistin als auch Komponistin. Die Briefe an ihre Familie nach Berlin und Leipzig sowie ihr Reisetagebuch zeugen davon, wie sehr sie in Italien auflebte und glücklich war. Die Reise inspirierte zu mehreren Liedern und es entstanden auch einige Kompositionen als Nachklang auf die Italienreise wie z. B. das Klavierstück Abschied von Rom (ca. 1840), Il Saltarello Romano (1841), das Gondellied (4. Juni 1841) und insbesondere der Klavierzyklus Das Jahr (1841). In ihrem Reisetagebuch notierte Fanny Hensel:

„O du schönes Italien! Wie reich bin ich durch dich geworden! Welch einen unvergleichlichen Schatz trag’ ich im Herzen zu Haus! Wird auch mein Gedächtnis recht treu sein? Werde ich so lebhaft behalten, wie ich empfunden?“

Im September 1840 traf die Familie wieder in Berlin ein. Beflügelt von ihrer Italienreise, die als ein Höhepunkt ihres Lebens bezeichnet werden kann, nahm sie die Sonntagsmusiken wieder auf, die zeitweilig durch familiäre Ereignisse (Tod des Vaters 1835 und der Mutter 1842, Krankheit und Abwesenheiten Wilhelm Hensels) unterbrochen worden waren. Von Januar bis August 1845 reisten Fanny und Wilhelm Hensel nochmals nach Italien, diesmal jedoch, um der erkrankten Schwester Rebecka Dirichlet in Florenz beizustehen. Nach der Rückkehr lernte Fanny Hensel im Sommer 1846 Robert von Keudell kennen, mit dem sie ihre Kompositionen besprach und der sie bei dem Wunsch, ihre Kompositionen zu veröffentlichen, ermutigte und unterstützte.

### Tod
Am Abend des 14. Mai 1847 starb Fanny Hensel plötzlich an den Folgen eines Schlaganfalls. Sie leitete am Nachmittag dieses Tages die Generalprobe zu einer ihrer Sonntagsmusiken. Laut Elke Mascha Blankenburg probte Fanny Hensel gerade „ihre eigene Vertonung über Partien aus Goethes ›FAUST, zweiter Teil‹, die sie vom Klavier aus dirigierte […]. Am Tag darauf füllten die Gäste den Mendelssohnschen Konzertsaal. Der Chor stand in Trauerkleidung und Fannys Faust erklang ohne Dirigentin, ihr als Totengesang.“ Nach anderen Quellen war Fanny Hensel dabei, Die erste Walpurgisnacht ihres Bruders Felix einzustudieren.
Wilhelm Hensel, der die kompositorische Begabung seiner Frau immer außerordentlich gefördert und unterstützt hatte, bat danach seinen Schwager um die Veröffentlichung einiger ihrer Werke (op. postum 8–11).
Felix Mendelssohn Bartholdy überlebte seine Schwester nur um ein halbes Jahr. Zeit ihres Lebens hatten sie in engem musikalischen, brieflichen und persönlichen Austausch gestanden. Über den Tod seiner Schwester schrieb Felix Mendelssohn Bartholdy an seinen Freund Carl Klingemann:

„Fanny war nicht krank und nicht leidend. Sie war nie so wohl wie in der letzten Zeit und den letzten Tag ihres Lebens. In einer Probe zu ihrer Sonntagsmusik, während sie den Chor ‚Es lacht der Mai‘ singen liess und begleitete (Du weisst – aus meiner Walpurgis) fühlte sie sich unwohl, ging aus dem Zimmer, und als Paul ¾ Stunden darauf kam, fand er sie schon ganz ohne Bewusstsein, und 4 Stunden später lebte sie nicht mehr.“

Der befreundete Schauspieler Eduard Devrient, der 1829/30 mit seiner Frau Therese Devrient in einer der Gartenwohnungen der Leipziger Straße 3 wohnte, berichtete in seinen 1872 publizierten Erinnerungen an Felix Mendelssohn Bartholdy:

„In vollem Wohlsein und heiterstem Leben hatte sie am Nachmittag des 14. Mai [1847] im Gartensaale eine Gesangsprobe zur nächsten Sonntagsmusik veranstaltet. Unvorbereitet fühlte sie auf einmal ihre Hände auf den Tasten des Klaviers absterben, mußte einem musikalischen Freunde ihren Platz am Flügel übergeben. Man probierte fort an der ‚Walpurgisnacht‘, sie hörte aus dem dritten Zimmer durch die geöffneten Thüren zu, indessen sie die Hände in heißem Essigwasser badete. ‚Wie schön klingt es‘, sagt sie wunderbar erfreut, glaubt sich hergestellt, wollte in den Musiksaal zurück, als eine zweite und allgemeine Lähmung eintrat, das Bewußtsein schwand, und sie Nachts um 11 Uhr ausgeathmet hatte.“

Mehrere Zeitungen zeigten Fanny Hensels Tod an und ehrten sie mit Nachrufen, so ist etwa in der Leipziger Zeitung vom 18. Mai 1847 zu lesen (S. 2333):

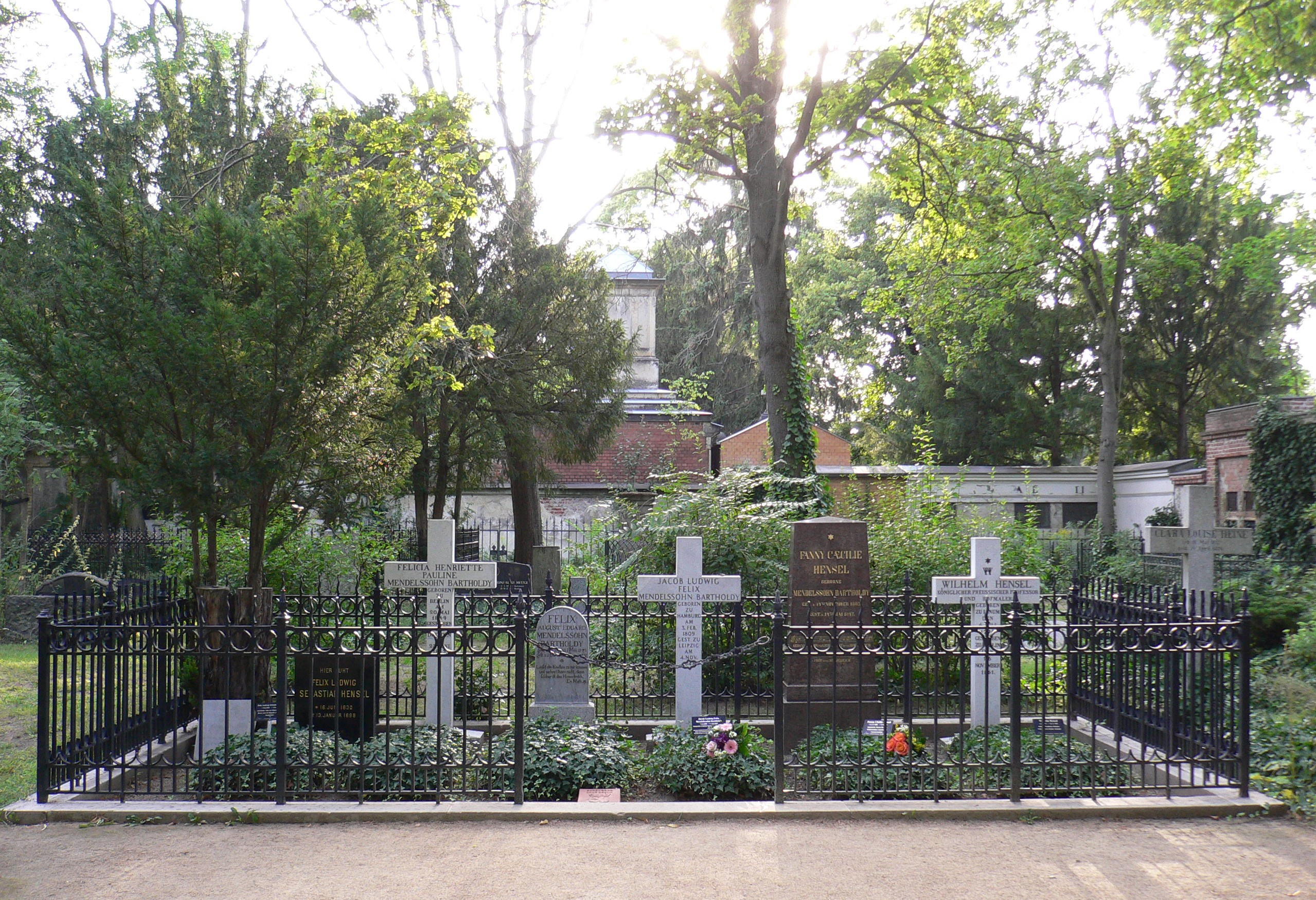
Familiengrab auf dem Dreifaltigkeits-kirchhof I vor dem Halleschen Tor Berlin

„Fanny Hensel war Künstlerin im erhabensten Sinne des Worts; mit der glücklichsten Begabung der Natur war bei ihr die sorgsamste Pflege des seltenen Talentes stets Hand in Hand gegangen, und wie sie als geistreiche und äußerst gewandte Clavierspielerin glänzte, so zeugen auch ihre erst in neuerer Zeit unter ihrem Namen bekannt gewordenen Compositionen von jener tieferen Innigkeit des Gefühls, welche gerade in dieser Sphäre die Grundbedingung eines höheren und edleren Schaffens ist.“

Fanny Hensel und ihr Bruder Felix Mendelssohn Bartholdy sowie Wilhelm und Sebastian Hensel wurden im Familiengrab auf dem Dreifaltigkeitskirchhof I, Feld 1 in Berlin-Kreuzberg beigesetzt. Die Grabstätte ist ein Ehrengrab des Landes Berlin. 1952 wurde Felix Mendelssohn Bartholdys Grab als Ehrengrab ausgewiesen, 1973 auch das Grab von Fanny, Wilhelm und Sebastian Hensel.

## Werk
Diether de la Motte beschäftigte sich bereits in den 1980er Jahren mit Fanny Hensels Musik. Ein Zitat aus seinem Munde über die Komponistin überliefert die Musikwissenschaftlerin Eva Rieger.

„Fannys wunderbare Musik, die dich so ergreift und die du nie greifen kannst, hat viele Möglichkeiten der Klangwerdung. Wäre es immer derselbe 'Trick', könnte man wohl ein analytisches Raffinement entwickeln, sie doch zu packen. Aber sie entzieht sich durch die Variabilität ihrer schöpferischen Potenz.“

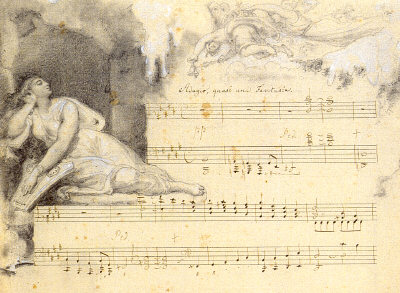
Fanny Hensel: Januar, Komposition aus dem Klavier-Zyklus Das Jahr, Autograph mit einer Vignette ihres Gatten Wilhelm Hensel, entstanden nach der Italienreise von 1839/40

Die frühesten Kompositionen, die von Fanny Hensel bekannt wurden, schrieb sie im Alter von 15 Jahren. Unter ihren weit mehr als 460 Werken – ohne skizzierte oder verschollene Werke gezählt – finden sich Kammermusikwerke, Chöre, Kantaten, szenische Werke, Orchestermusik und Lieder.
Die Lieder gelten neben den Klavierwerken als wichtigster Schaffensbereich Fanny Hensels; sie hinterließ rund 250 klavierbegleitete Sololieder.
Fanny Hensel ging vom einfachen Strophenlied aus, veränderte ihren Stil aber zum Ende der 1820er Jahre: Sie differenzierte die Klavierbegleitung, gab der Stimme einen weiteren Tonumfang und erreichte schrittweise den Typus des durchkomponierten Liedes mit interessanter Harmonik.
Seit den 1820er Jahren beschäftigte Fanny Hensel sich verstärkt mit Gattungen und Satztechniken, die als männliche Domäne galten. Sinfonien, Streichquartette oder kontrapunktische Satztechniken galten als besonders anspruchsvoll, da sie ein umfangreiches theoretisches Studium erforderten, das Frauen jedoch meist verwehrt wurde. Neben dem Klavierquartett As-Dur (1822), der Klaviersonate c-Moll (1824) und einem Streichquartett (1834) schrieb Fanny Hensel weitere Sonaten und einzelne Sonatensätze. 1847 entstand das Trio für Violine, Violoncello und Klavier d-Moll, das als geglückte romantische Beethoven-Rezeption eingeschätzt wird und 1850 posthum veröffentlicht wurde. Ihre Kantaten Lobgesang (1830) und Hiob (1831) sowie die sogenannte Choleramusik (1831), die auch privat aufgeführt wurden, gehen auf ihre Auseinandersetzung mit Bach und Händel zurück. Die Werke dokumentieren ihr Bestreben, sich die Möglichkeiten des Orchesterapparats anzueignen.
Mit ihrer Szene aus Faust II für Soli, Frauenchor und Klavier von 1843 konzipierte sie eine weltliche Kantate, in der sie die lyrische Dimension des Fauststoffes aus dem zweiten Teil des Dramas entfaltete. Neben der Ouvertüre in C-Dur, Hero und Leander sowie anderen weltlichen Kompositionen wurde auch dieses Werk im Rahmen ihrer Sonntagsmusiken aufgeführt.
Die ersten veröffentlichten Kompositionen von Fanny Hensel waren Lieder, die Felix Mendelssohn Bartholdy jedoch unter seinem Namen drucken ließ. In seinem Liederheft Zwölf Gesänge mit Begleitung des Pianoforte op. 8 (erschienen 1827) stammen die Nummern 2 (Das Heimweh), 3 (Italien) und 12 (Duett: Suleika und Hatem) sowie in seinem Liederheft Zwölf Lieder mit Begleitung des Pianoforte op. 9 (erschienen 1830) die Nummern 7 (Sehnsucht), 10 (Verlust) und 12 (Die Nonne) von Fanny Hensel, ohne dass diese als Komponistin genannt wurde. In einem Artikel der Londoner Musikzeitschrift The Harmonicon wurde bereits 1830 darauf hingewiesen, dass drei der Lieder eigentlich von Fanny Hensel komponiert wurden. Laut Sebastian Hensels Darstellungen in Die Familie Mendelssohn war bekannt, welche Lieder von ihr und welche von ihrem Bruder waren. Fanny Hensel war also bereits vor der späteren Drucklegung ihrer Werke einem Teil der Öffentlichkeit als Komponistin bekannt.
Das erste unter ihrem eigenen Namen gedruckte Werk erschien 1832 in der Musikzeitschrift The Harmonicon. Es ist das Lied Ave Maria auf Worte von Sir Walter Scott und trägt die Autorenangabe Mad.elle Mendelssohn Bartholdy, now Madame Hensel. Ihr Lied Die Schiffende erschien 1836 in dem Album Neue Originial-Compositionen für Gesang und Piano bei Schlesinger, Berlin. Ihr Lied Schloss Liebeneck wurde 1839 in der Sammlung Rhein-Sagen und Lieder bei J. M. Dunst, Köln veröffentlicht.
Die musikwissenschaftliche Forschung hat sich seit den 1980er Jahren verstärkt Fanny Hensel zugewandt. Jedoch steht die vollständige Entdeckung, Bearbeitung, Interpretation und historisch-kritische Publikation ihrer Kompositionen und Schriften noch aus. Mehrere Kompositionen wurden durch den Furore-Verlag erstveröffentlicht bzw. neu aufgelegt. Unter der Dirigentin und Musikjournalistin Elke Mascha Blankenburg erlebten einige der groß besetzten Werke Hensels zwischen 1984 und 1987 ihre Welturaufführung, u. a. die Ouvertüre in C-Dur durch das Clara-Schumann-Orchester unter Leitung Blankenburgs am 7. Juni 1986 in der Frankfurter Alten Oper.
Die Autographen ihrer Werke befinden sich im Mendelssohn-Archiv der Stiftung Preußischer Kulturbesitz, Berlin sowie in Privatbesitz.

### Werke mit Opuszahl
Die Herausgabe des Gesamtwerkes Fanny Hensels befindet sich erst in den Anfängen. Zu Lebzeiten begann die Komponistin ihr Werk erst in dem Moment mit Opuszahlen zu versehen, als sie sich – kurz vor ihrem Tod – gegen den Willen der Familie zur Publizierung entschloss. Sie kam dabei bis zur Opuszahl 7. Für die Veröffentlichung der Nummern 8 bis 11 postum sorgte ihr Mann Wilhelm Hensel. Eine Ausnahme bilden sechs Lieder mit Klavierbegleitung, die 1827 innerhalb von Liederzyklen ihres Bruders erschienen: Es sind Felix Mendelssohn Bartholdys Lieder op. 8 und op. 9. Die ab 1846 kurz vor ihrem Tod unter ihrem eigenen Namen selbstständig herausgegebenen Werke Opus 1–7 sind ebenso alles Lieder, unter ihnen Chorlieder und zum großen Teil Lieder ohne Worte für Klavier.
Im Einzelnen:
- 1827 [Fanny Hensel: 6 Lieder] bei Breitkopf & Härtel, Leipzig unter Felix Mendelssohn Bartholdy: op. 8. Nummern 2, 3, 12 und 1830 op. 9, Nummern 7, 10, 12.

Weihnachten 1846, Berliner Verlag Bote & Bock, drei Hefte mit ausgewählten Werken:
- Sechs Lieder für eine Singstimme mit Begleitung des Pianoforte, op. 1
- Vier Lieder für das Pianoforte, vol. 1, op. 2
- Gartenlieder. Sechs Gesänge für Sopran, Alt, Tenor und Baß,  op. 3[66]

1847 folgte die Veröffentlichung weiterer vier Hefte im Verlag A. M. Schlesinger
(op. 4 u. 5) und Bote & Bock (op. 6 u. 7):
- Six Mélodies pour le Piano, vol. 1, op. 4
- Six Mélodies pour le Piano, vol. 2, op. 5
- Vier Lieder für das Pianoforte, vol. 2, op. 6 mit dem Finalstück Il saltarello romano
- Sechs Lieder für eine Stimme mit Begleitung des Pianoforte, op. 7

Nach ihrem plötzlichen Tod erschienen 1850 postum im Leipziger Verlag Breitkopf & Härtel noch vier Bände nachgelassener Werke, ediert von Familienmitgliedern:
- Vier Lieder für das Pianoforte, op. 8
- Lieder mit Begleitung des Pianoforte, op. 9
- Fünf Lieder mit Begleitung des Pianoforte, op. 10
- Trio für Pianoforte, Violine und Violoncello, op. 11

### Werke ohne Opuszahl
Vokalmusik:
Zahlreiche Lieder für eine Singstimme und Klavier, Duette, Vokalterzette/-quartette und andere Solobesetzungen. Chorwerke mit und ohne Begleitung durch Klavier bzw. Orchester, insb. Kantaten (Lobgesang, Hiob, Oratorium nach Bildern der Bibel: Cantate für die Toten der Cholera-Epidemie 1831), Dramatische Szene Hero und Leander nach Schiller, Szene aus Faust II für Frauenchor und Sopransolo mit Klavierbegleitung.
Klavier- und Orgelmusik:
Zahlreiche einzelne Klaviersätze, Lieder ohne Worte sowie zwei vollständige Klaviersonaten c-moll und g-moll, Klavierzyklus Das Jahr (Die Reinschrift mit den Vignetten ihres Mannes Wilhelm Hensel wurde von der Musikwissenschaftlerin Beatrix Borchard wiederentdeckt.)
- Digitalisat Das Jahr
- Digitalisat Italienisches Reise-Album

Kammermusik:
Einige Werke für Violine bzw. Violoncello mit Klavierbegleitung, Klavierquartett As-Dur, Streichquartett Es-Dur.
Orchesterstücke:
Ouvertüre für Orchester C-Dur.
- Veröffentlichungen im Furore-Verlag

## Werkverzeichnisse
Nachdem zahlreiche Autographe von Fanny Hensel 1964 aus Privatbesitz der Staatsbibliothek zu Berlin übergeben worden waren, fertigte der damalige Leiter des Archivs Rudolf Evers zwischen 1972 und 1975 zwei kurze Verzeichnisse an, die jedoch nur die Sammelhandschriften (wie z. B. Titel der Alben) auflisteten. Für die Forschung waren die Autographe zu dieser Zeit nur eingeschränkt verfügbar. Eine erste detaillierte Übersicht über die in der Staatsbibliothek lagernden Kompositionen Fanny Hensels legte Hans-Günter Klein im Jahr 1995 vor. Durch das Verzeichnis der Lieder, erstellt von Annette Maurer im Jahr 1997, sowie das erste wissenschaftliche Werkverzeichnis der Kompositionen, erstellt von Renate Hellwig-Unruh im Jahr 2000, lagen erstmals – mehr als 30 Jahre, nachdem die Autographe in ein öffentliches Archiv gelangten – umfassende und detaillierte Verzeichnisse der Werke von Fanny Hensel vor, die auch Autographe anderer Archive, einzeln vorliegende Drucke sowie weitere erwähnte, jedoch nicht mehr auffindbare Kompositionen berücksichtigten.
- Hans-Günter Klein: Die Kompositionen Fanny Hensels in Autographen und Abschriften aus dem Besitz der Staatsbibliothek zu Berlin–Preußischer Kulturbesitz. (Musikbibliographische Arbeiten, Band 13). Hans Schneider, Tutzing 1995, ISBN 3-7952-0820-3.
- Paul-August Koch: Fanny Hensel geb. Mendelssohn (1805–1847). Kompositionen. Eine Zusammenstellung der Werke, Literatur und Schallplatten, Frankfurt am Main / Leipzig 1993, ISBN 3-87350-029-9.
- Annette Maurer: Thematisches Verzeichnis der klavierbegleiteten Sololieder Fanny Hensels. Furore Verlag, Kassel 1997, ISBN 3-927327-40-9.
- Renate Hellwig-Unruh: Fanny Hensel geb. Mendelssohn Bartholdy. Thematisches Verzeichnis der Kompositionen. Dissertation TU Berlin 1999. Kunzelmann, Adliswil 2000, ISBN 3-9521049-3-0.

## Forschung
Den umfassendsten Überblick über die Forschung zu Fanny Hensel lieferte Cornelia Bartsch in ihrer 2007 veröffentlichten Dissertation Fanny Hensel, geborene Mendelssohn Bartholdy. Musik als Korrespondenz: In den USA erschienen zu Beginn der 1980er Jahre trotz schwieriger Quellenlage erste Dissertationen und wissenschaftliche Aufsätze über Fanny Hensel. Ebenfalls im englischsprachigen Raum entstanden Anfang der 1990er Jahre die ersten biografischen Untersuchungen, so z. B. von Nancy Reich. Die erste neuere Biografie erschien 1992 in Frankreich von Françoise Tillard (in der dt. Übersetzung 1994 als Die verkannte Schwester. Die späte Entdeckung der Komponistin Fanny Mendelssohn Bartholdy). In Deutschland konzentrierte sich die Wiederentdeckung der Komponistin ab den 1980er Jahren zunächst auf die Wiederaufführung und Herausgabe ihrer Werke, was zunächst maßgeblich durch Musikerinnen und Musikjournalistinnen, vor allem Elke Mascha Blankenburg, initiiert wurde.
Die wissenschaftliche Auseinandersetzung mit Fanny Hensels Leben und Werk setzte in Deutschland spätestens Ende der 1980er Jahre ein. Ein „Meilenstein“ war der 150. Todestag der Geschwister Felix und Fanny Mendelssohn Bartholdy im Jahr 1997, zu dem mehrere Ausstellungen, Tagungen und Konzertreihen veranstaltet wurden. 1997 organisierten Beatrix Borchard und Monika Schwarz-Danuser an der Hochschule der Künste Berlin das erste internationale Symposium zu Fanny Hensel. Thematisch beleuchtet wurden in verschiedenen Beiträgen u. a. Fragen zur Kompositionsweise Fanny Hensels und angemessenen Analysemethoden oder auch Editionsfragen, die aus dem vielfältigen Werk Fanny Hensels resultieren, das oft in Beziehungsnetzwerke eingebunden war und für bestimmte Orte komponiert wurde und den Werkbegriff selbst infrage stellt. Nur die Hälfte der im 19. Jahrhundert herausgegebenen Werke von Fanny Hensel wurden auch von ihr selbst autorisiert. Viele Kompositionen liegen noch oder ausschließlich als Autographen vor, die viele Korrekturen enthalten und vermutlich gar nicht für eine Veröffentlichung vorbereitet waren (eine Ausnahme ist die Reinschrift des Klavierzyklus Das Jahr, die einer „Veröffentlichung“ im Familienkreis diente). So stellen sich heute bei der Edition ihrer Kompositionen u. a. die Fragen, welche Fassung als die fertige anzusehen ist, welche Kompositionen zusammenhängend zu veröffentlichen sind oder wie überhaupt Musik, die in konkrete familiäre Räume und Beziehungen eingebunden oder durch Improvisation gekennzeichnet war, herauszugeben ist.
Nachdem Marcia Citron 1987 die erste umfassende textkritische und kommentierte Ausgabe der Briefe Fanny Hensels an ihren Bruder Felix Mendelssohn Bartholdy herausgegeben hatte, folgten Ende der 1990er und Anfang der 2000er Jahre weitere Editionen von Tagebüchern und Briefen Fanny Hensels, was die Quellengrundlage der Forschung sehr bereicherte. Erste Noteneditionen folgten ab den 1980er Jahren, sind aber nicht immer textkritisch herausgegeben worden. Zahlreiche Forschungsthemen wurden seit den 1980er Jahren zu Fanny Hensel bearbeitet, u. a. werkanalytische Arbeiten, das biografische und musikalische Verhältnis der Geschwister Fanny und Felix Mendelssohn Bartholdy, kulturhistorische Betrachtungen von Fanny Hensels Kompositionen wie z. B. „der Aspekt der musikalischen Korrespondenzen Fanny Hensels als Effekt der privat-öffentlichen Tradierungsformen ihrer Musik“.
Im Furore Verlag, der nur Werke von Komponistinnen herausbringt, wurden bisher über 200 Werke Fanny Hensels in Erstausgaben verlegt.
Neben Cornelia Bartschs Arbeit Fanny Hensel, geborene Mendelssohn Bartholdy. Musik als Korrespondenz von 2007 liegen mit Peter Schleunings Monografie Fanny Hensel geborene Mendelssohn. Musikerin der Romantik (2007) und Larry Todds Fanny Hensel: The other Mendelssohn (2010) zwei weitere aktuelle und umfassende biografische Studien vor.
Im Jahr 2007 erschien auch der Band Fanny Hensels Chorwerke von Stefan Wolitz im Hans Schneider Verlag Tutzing (Wiener Veröffentlichungen zur Musikwissenschaft 42).
In jüngster Zeit ist ein Sammelband, 2021 herausgegeben von Stephen Rodgers, mit musikanalytischen Untersuchungen zu Fanny Hensels Liedern erschienen sowie 2019 von Laura Stokes der Research and Information Guide, der eine umfassende Bibliografie zur Forschungsliteratur und zu Quellen über Fanny Hensel bietet.

## Ehrungen und Gedenken
- Im Gedenken an Fanny Hensel und Felix Mendelssohn Bartholdy wird jedes Jahr in der Mendelssohn-Remise in Berlin-Mitte vom Chorverband Berlin und der Mendelssohn-Gesellschaft für herausragende Verdienste um das Berliner Laienchorschaffen die Geschwister-Mendelssohn-Medaille verliehen.
- Fanny Hensel zu Ehren trägt heute die ehemalige Musikschule Berlin den Namen Musikschule Fanny Hensel. Der Fanny-Hensel-Weg in Berlin-Kreuzberg, Hannover und Regensburg sowie die Fanny-Hensel-Grundschulen in Leipzig und Berlin-Kreuzberg wurden zur Erinnerung an die Komponistin nach ihr benannt.[77]
- Im August 1989 wurde eine Briefmarke zu 300 Pfennig der Deutschen Bundespost ausgegeben, die ihr Bild zeigte. Diese Marke aus der Dauerserie Frauen der deutschen Geschichte wurde bis Oktober 1997 regelmäßig am Schalter verkauft.
- Der am 16. August 1990 von dem belgischen Astronomen Eric Walter Elst entdeckte Kleinplanet Nr. 9331 trägt den Namen Fannyhensel.
- Seit 1994 existiert in Unna eine Fanny-Mendelssohn-Straße.[78]
- In Fanny Hensels Geburtsstadt Hamburg wurden 1997 anlässlich ihres 150. Todestages zwei Gedenktafeln mit den Porträtreliefs von Fanny Hensel und ihrem Bruder Felix Mendelssohn Bartholdy in einer kleinen Grünanlage an der Ludwig-Erhard-Straße, in der Nähe ihres im Zweiten Weltkrieg zerstörten Geburtshauses in der Große Michaelisstraße 14, aufgestellt.[79] Der Platz am Hamburger U-Bahnhof Osterstraße heißt Fanny-Mendelssohn-Platz.
- 2001 benannte die Stadt Hannover in Misburg-Anderten, Stadtteil Misburg-Nord, einen Weg nach ihr.
- Am 20. März 2002 enthüllte der Regierende Bürgermeister von Berlin, Klaus Wowereit, die Gedenktafel für Fanny Hensel und Felix Mendelssohn Bartholdy am heutigen Bundesratsgebäude in der Leipziger Straße, wo einst das Wohnhaus der Familie Mendelssohn Bartholdy stand. Sie wurde auf Initiative der Mendelssohn-Gesellschaft dort angebracht.
- Im März 2015 wurden die Bronzebüsten von Fanny Hensel und Felix Mendelssohn Bartholdy der Künstlerin Lore Plietzsch vor der Mendelssohn-Remise in Berlin-Mitte aufgestellt.
- Seit November 2017 ist die Dauerausstellung des Museums zu Ehren Felix Mendelssohn Bartholdys im Mendelssohn-Haus Leipzig um einen Museumsteil zur Würdigung des Schaffens seiner Schwester Fanny Hensel erweitert.
- Seit Mai 2018 befindet sich in der Hamburger Peterstraße 29–39 als Teil des Komponistenquartiers in der Hamburger Neustadt das Fanny & Felix Mendelssohn Museum. Es liegt unweit des Geburtshauses der Geschwister.
- Am 25. November 2021 beschloss die Gemeindevertretung Blankenfelde-Mahlow, eine Straße im Musikerviertel im Ortsteil Mahlow als „Fanny-Hensel-Weg“ zu benennen.[80]
- Im November 2021, zu ihrem 216. Geburtstag, wurde Fanny Hensel von der Suchmaschine Google mit einem animierten Doodle einschließlich einer seltenen Animation in der Websuche geehrt.[81]

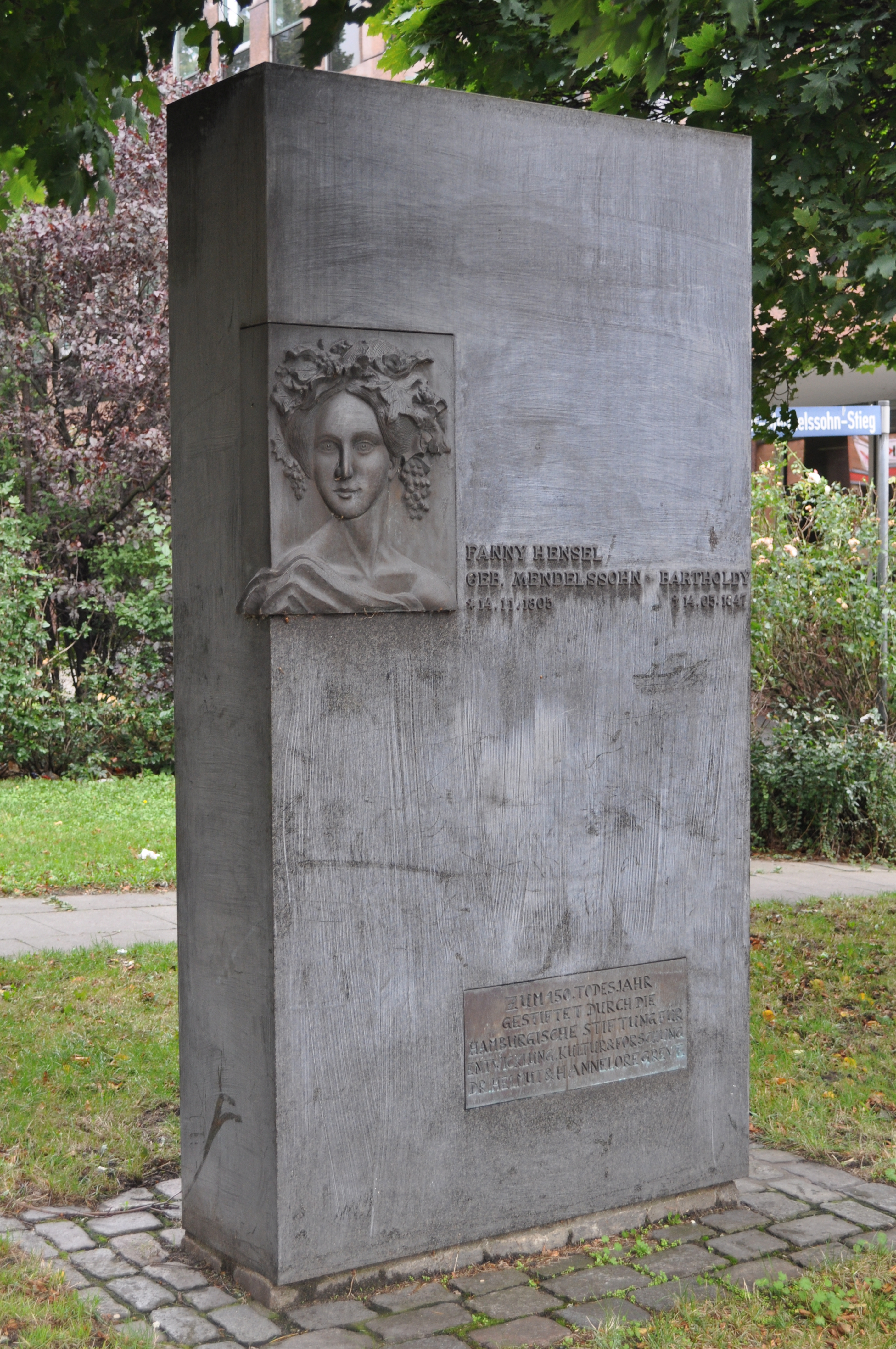
Denkmal in der Hamburger Neustadt
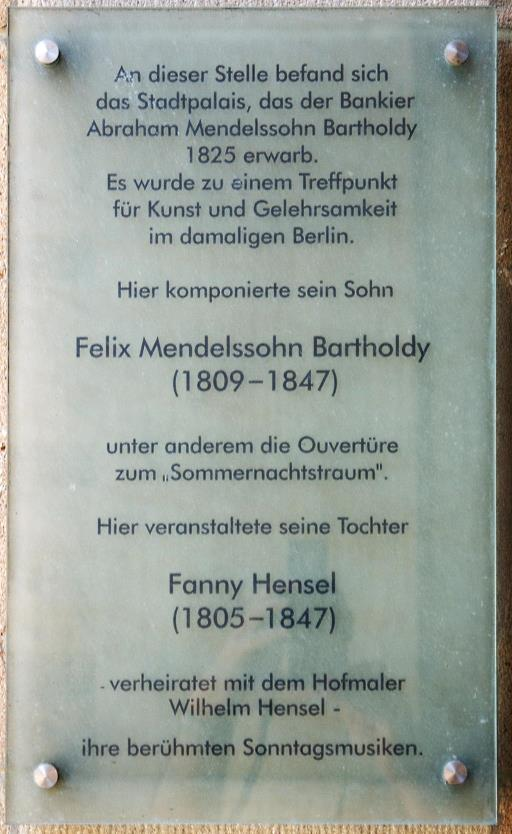
Gedenktafel am Gebäude des Bundesrats in der Leipziger Straße in Berlin
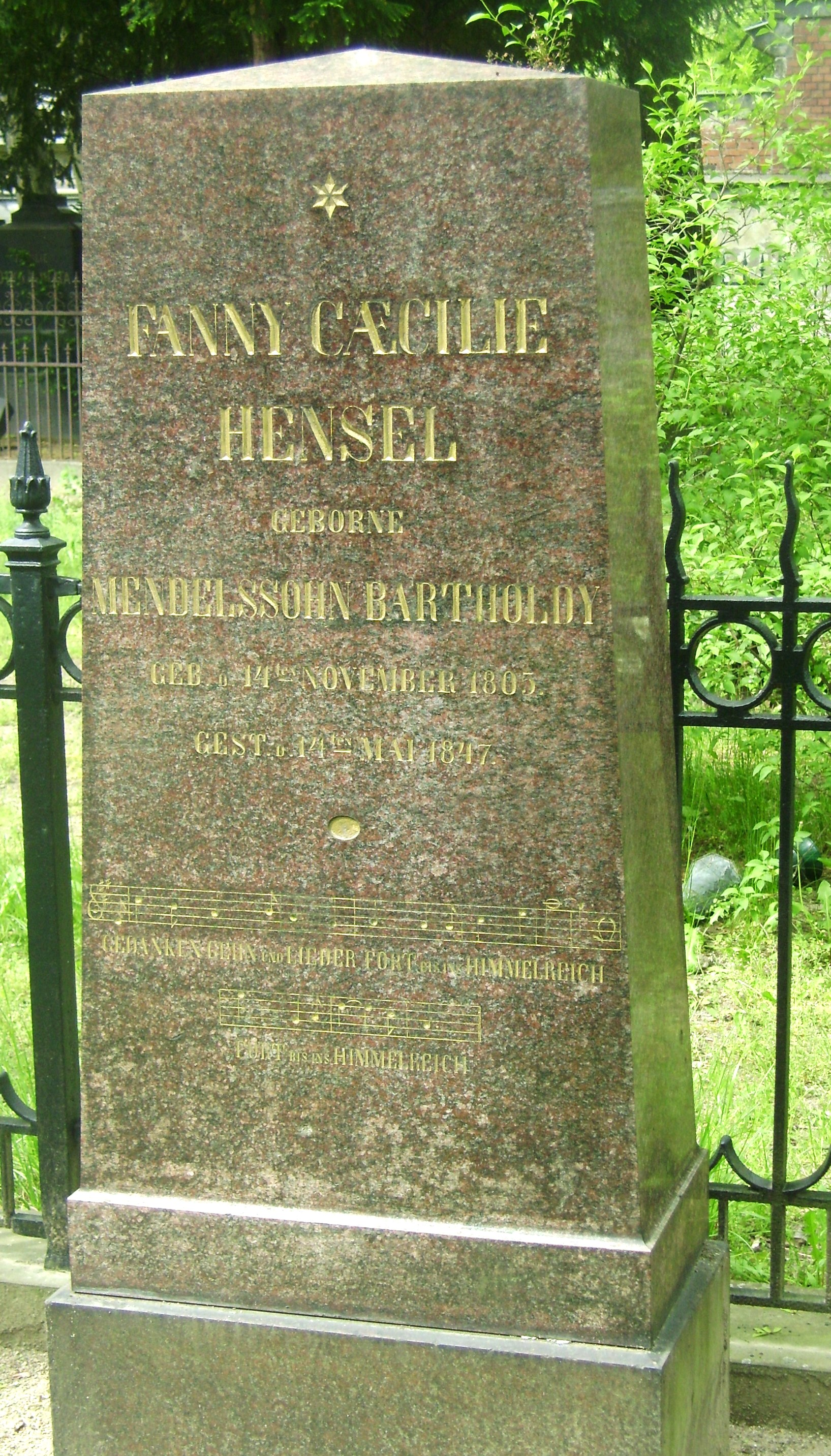
Grabstätte mit Grabmal der Komponistin Fanny Hensel, geb. Mendelssohn, auf dem Friedhof I der Dreifaltigkeitsgemeinde
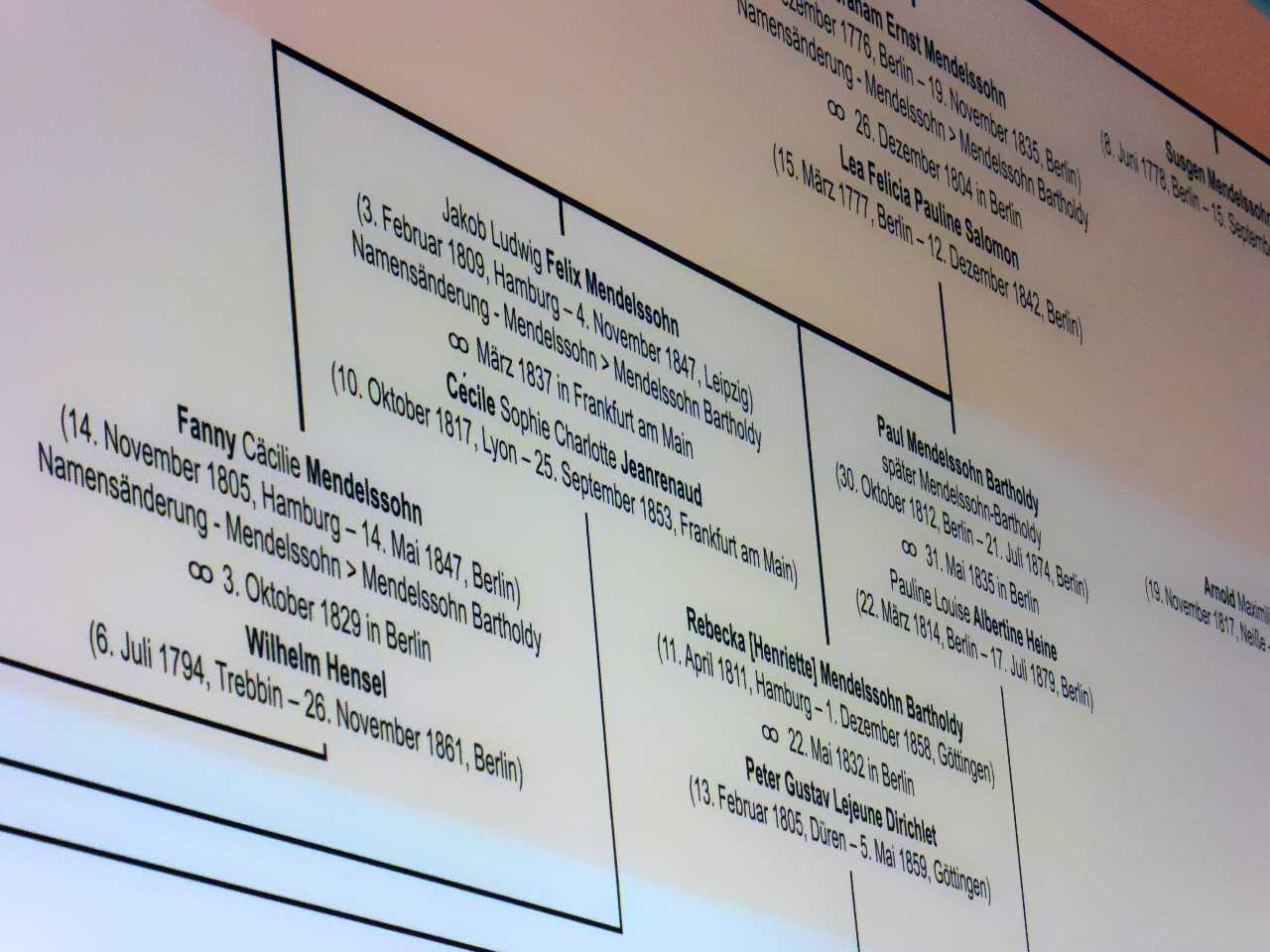
Ausschnitt aus dem Stammbaum der Mendelssohn-Familie (Dauerausstellung; ehem. Kapelle auf dem Dreifaltigkeitsfriedhof I in Berlin-Kreuzberg)
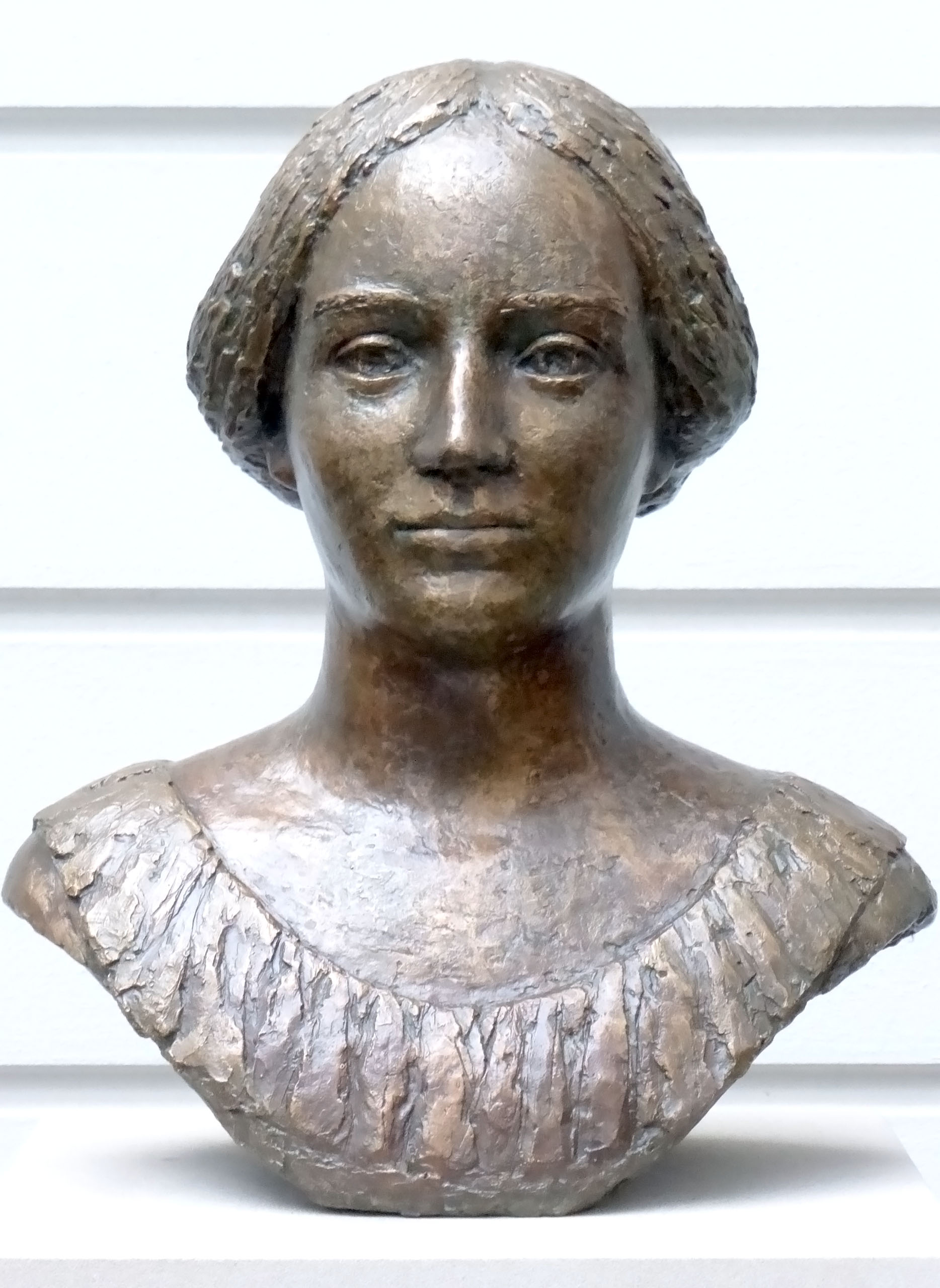
Bronzebüste Fanny Hensel vor der Mendelssohn-Remise in Berlin-Mitte von Lore Plietzsch

## Film
- 2018: Komponistinnen (Dokumentarfilm, Kyra Steckeweh und Tim van Beveren)[83]
- 2022: Die geniale Schwester – Fanny Hensel, geb. Mendelssohn (Dokumentarfilm, Anna Neuhaus, NDR)
- 2023: Fanny: The Other Mendelssohn (Film von Sheila Hayman)[84]